# ホンダ・カブ
カブ (Cub) およびスーパーカブ (Super Cub) は、本田技研工業が1950年代から製造販売しているオートバイの商標である。
カブは元々、1952年（昭和27年）から1958年（昭和33年）まで生産された、自転車に後付けで取り付ける補助エンジンキットの商標であった。「cub」は英語で熊など猛獣の子供を意味しており、小排気量ながらパワフルなことをアピールしたものである。
その後ホンダは、カブを代替する小型オートバイ（モペッド）「C100型」を開発してその車名をスーパーカブとし、1958年から製造販売を開始した。スーパーカブ・シリーズは広範に普及し、ユーザーの間でスーパーカブを「カブ」と略称で呼ぶことも一般化した。
スーパーカブは、経済性（燃費性能）・耐久性に優れた空冷4ストロークSOHC単気筒エンジン、変速時のクラッチ操作を要さない自動遠心クラッチシステム、乗り降りが容易な低床バックボーンフレーム（「U字型フレーム」とも）、足元への泥はねや走行風を軽減させる大型の樹脂製レッグシールドなど、独自の特徴を備えている。左足で操作する変速ペダルが、シーソー式であること（シフトアップ時は左足ペダルのつま先側を踏み、シフトダウン時はかかと側を踏む、という方式）も独特のメカニズムである。
スーパーカブ・シリーズは20世紀のモータリゼーションにおいて、四輪車のT型フォードやフォルクスワーゲン・タイプ1にも比肩しうる大きな貢献を果たしたオートバイであり、小排気量オートバイ分野ではイタリアのピアッジオ社が製造するスクーターのベスパ（1946年 - ）と並ぶ世界的ロングセラーとなっている。

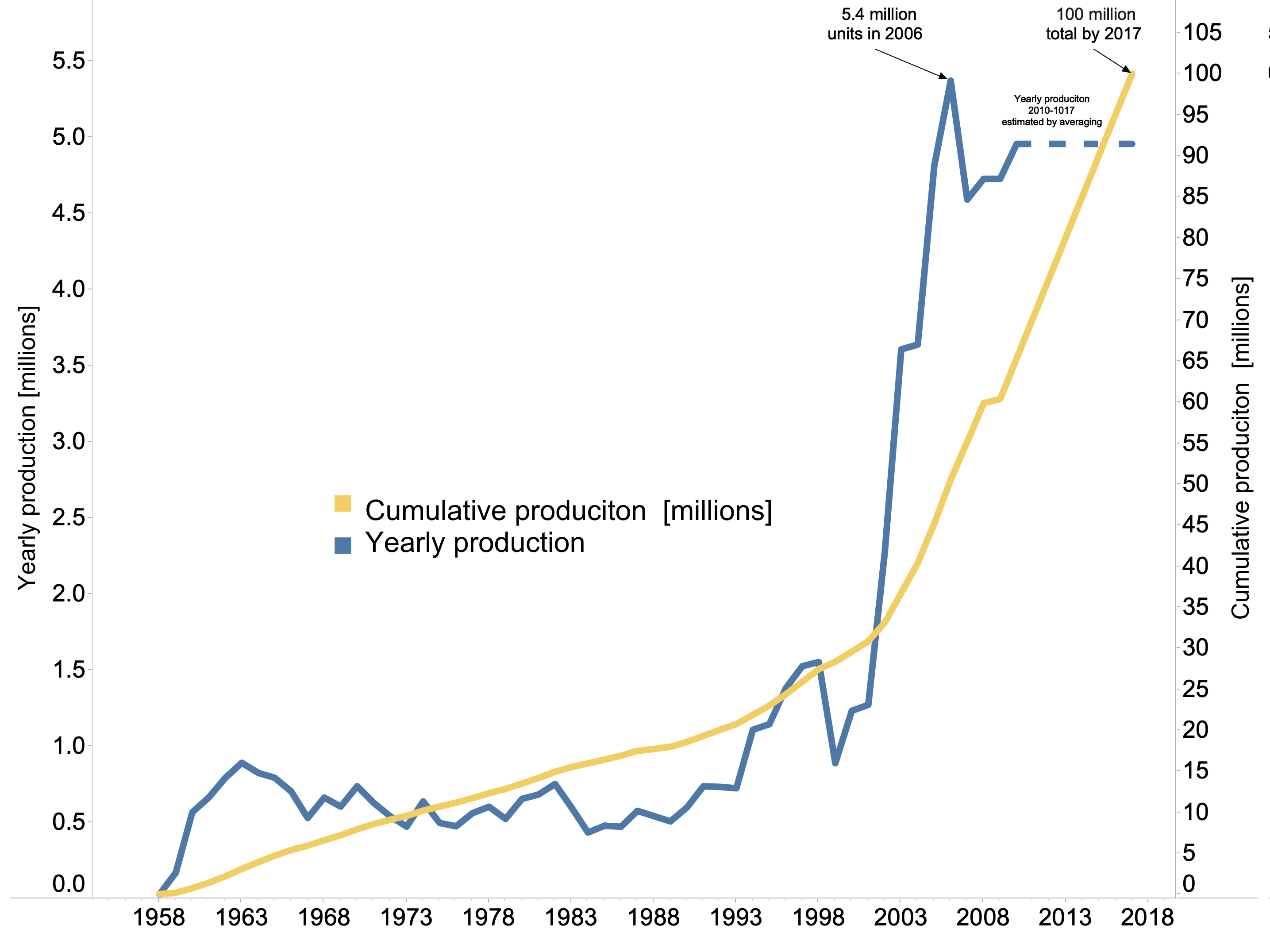
スーパーカブ製造数の推移
1958年 - 2008年

本田技研工業の調べでは、スーパーカブの累計生産台数は2017年10月時点で1億台に達し、乗り物の1シリーズとして世界最多の生産台数および販売台数を記録した。さらに同年5月には車名やエンブレム類を表記しない状態での車体形状が、乗り物としては日本で初めて立体商標として登録された。
発売開始後50年以上を経てもその独自のスタイルを受け継ぎつつ、時代の要請に応える改良も続けられている。以降も、各国の文化や多様化するニーズに合わせつつグローバル規模で販売が展開された結果、2017年時点で延べ160ヵ国以上で販売され、世界的に生産販売台数が上昇してきている。

## カブ（1952年）

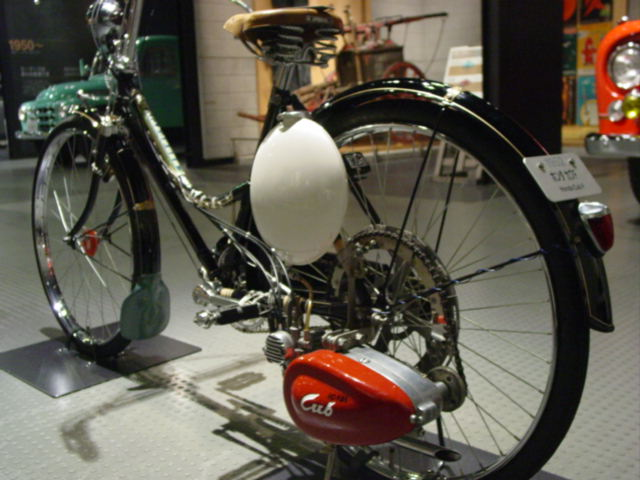
カブF
トヨタ博物館所蔵車

1952年3月に試作完成、同年5月に発売された自転車補助モーター、すなわち後付け式の小型ガソリンエンジンキットとなるF型の通称である。
新興メーカーの本田技研工業は、1946年（昭和21年）に三国商工製旧日本陸軍6号無線機用発電エンジンの放出品を流用し、自転車用補助エンジンを開発した。その後、排気量50.3 ccの自社開発エンジンA型へ移行したが、これらの初期モデルはエンジン本体が本格的オートバイ同様に前後ホイールベース間のペダル付近に搭載されるためオイルなどで女性はスカートを汚しやすい問題点があった。そのため問題解決と同時に販路拡大を狙って開発されたのが、本モデルである。
内径×行程 = 40 × 40 (mm)・排気量49.9 cc・最高出力1 PS / 3,600 rpmの2ストロークエンジンを中心に構成される本モデル最大の特徴は、従来からの自転車補助モーターの多くとは異なり機器類一切を全て後輪周辺に集約した構造の採用にある。エンジンを後輪左側面に搭載、後車軸より低い位置からチェーンで真上の後輪車軸を駆動することから、乗り手に対するオイル飛散問題を解決し、取付作業やメンテナンス簡略化を実現した。さらに販売店向けのキット一式はコンパクトな箱1つに収めて納品された。
製造面では、生産性向上を狙い同社がA型以降で採用してきたダイキャスト製法を積極的に多用。エンジンより高い位置に取付られた純白のホーロー処理2 Lタンクと「Cub」のロゴが入った赤いエンジンカバーの組み合わせから「白いタンクに赤いエンジン」のキャッチコピーが付けられた。また、試作パーツが完成するたびに組み入れて浜名湖一周、さらに多くの未舗装区間や急峻な箱根峠越えを含む国道1号浜松 - 東京285 kmを22往復する12,000 km以上の実走テストを行い、詳細なデータ採取を行って改良にフィードバックさせるなどの取り組みで耐久性ならびに信頼性を確保した。
拡販営業は、外交員に飛び込み営業させる従来からのスタイルを採らず日本全国に50,000軒ほど存在する自転車店に取扱を働きかける内容のダイレクトメール (DM) を送付した。
- 当時としては画期的な手段であったDMは、創業者本田宗一郎の右腕である営業経理部門トップの藤沢武夫が自ら文章を練ったものである。宛名書きは社員・代筆業者・取引銀行担当者が総動員で手書きしたが、「1台の定価25,000円 卸価格19,000円 代金は前金で願いたい」という同社に極めて有利な取引条件が付帯された[注 5]。同社の知名度が低かった当時は詐欺とも誤解されかねなかったが、早々に5,000軒もの自転車店が反応しほどなく注文が殺到した。

1952年12月時点でF型の月産台数は7,000台を突破したが、同年8月の免許制度改正で2ストロークエンジン車は60 ccまで許可制で運転できるようになったことから、1953年4月には排気量を58.1 ccに拡大して1.3 PS / 3,500 rpmへ強化したカブF2を追加した。
本モデルは、その後数年間で同社の経営を支える重要製品になると同時に既存自転車店を「自社製品の新しいディーラー網」として開拓して行くきっかけならびに以後の通常型オートバイ分野進出の原点ともなり、同社の知名度と販路を広める商品としては大いに成功した。
しかし戦前からの内燃機関研究者で日本での2ストロークエンジンの権威であった富塚清は、デザインと販促策が売れ行きに寄与した事実や東京にサービス講習所を開設して販売店側の技術合宿訓練ができるよう図った同社の取り組みを評価するものの「さかりは1年か1年半でやがて下行の一途となり、かえって宣伝が地味だったBS（ブリヂストン）・トヨモーター・スズキのほうが、自転車補助エンジンにおいては比較的長い人気を保持することになった」と述べ、F型の製品としての完成度への疑念ならびに当時の本田技研工業が2ストロークエンジンに対して取り組みが安易であったとする以下の批評や問題点を自身の著書で指摘した。
- コンパクトさと低重心設計に傾倒しすぎた結果、シリンダー冷却がヘッドを前方に向ける構造で熱対策が不充分だったと指摘[注 6]。
- 掃気方式は2流激突だが、シニューレ式[注 7]とは異なり低いデフレクターをアルミピストン頂頭部につけたもの。富塚はこのデフレクターについて「意味がなかった。設計者が観念的に定めたもので実証的にやったものではなかったと思う」と厳しく評しており、同時期のトヨモーター製2ストローク補助エンジンが鋳鉄ピストンを使って気筒内のクリアランスを詰める取り組みを図っていたことにも言及。

さらに富塚はF型の販売が下降した際に「（本田技研工業へ対して）忠告を出し得る立場にあったので掃気作用改良や気筒材質などの進言はしたが、すでに幹部の興味は4ストロークの方に傾いてしまっており、どうしようもなかった」と記述しており、ドリームE型で4ストロークの実績を得た本田宗一郎が、2ストロークに見切りを付けてしまった史実を裏付けている。

## スーパーカブ

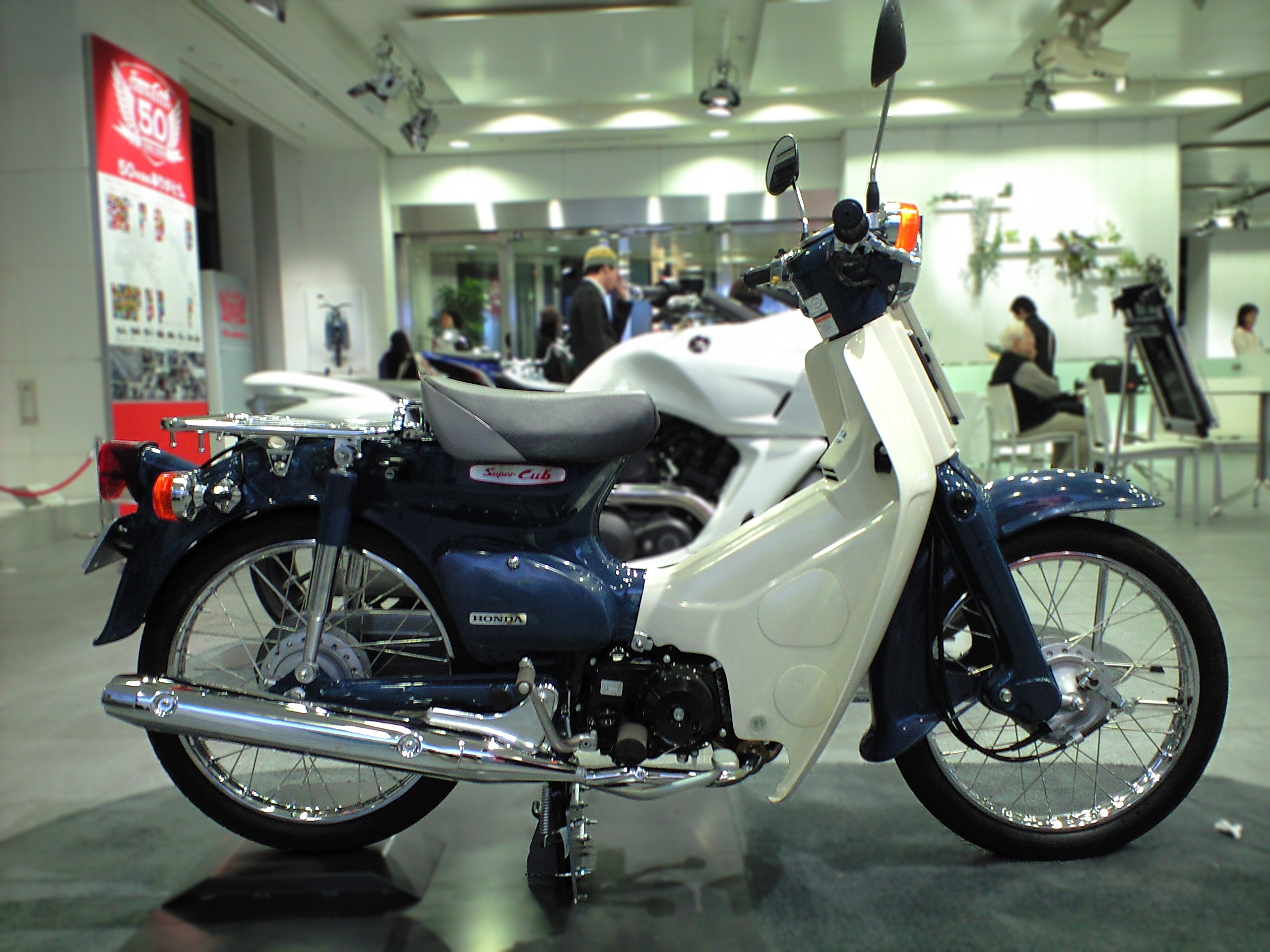
スーパーカブ50
2007年モデル

1958年（昭和33年）のC100に始まるシリーズで、世界最多量産のオートバイならびに動力付き輸送用機器である。
高性能・高耐久性により、それ以前の日本市場に存在していた同クラス小型オートバイのみならず、簡易な補助エンジン自転車と上位クラスのスクーターとの双方を一挙に圧倒する大成功を収めた。搭載される空冷4ストロークエンジンの動弁機構をOHVからSOHCへ、燃料供給をキャブレターから燃料噴射装置への変更など機構改良は多岐にわたるが、2010年代に至るまで基本設計の多くが継承され、日本国内および国外で生産される。2011年（平成23年）には同社が小型二輪車の生産拠点海外移管を計画したことから、2012年（平成24年）のモデルチェンジで一度は日本国内での生産終了を発表。しかしアベノミクス効果による円安を受けて方針転換し、2017年（平成29年）には再び日本国内仕様の中国製造を止め熊本県菊池郡大津町平川に所在する同社熊本製作所での製造となった。

### 開発・製造の経緯
1950年代中期に至ると初期ホンダの経営を支えた自転車後付け式のエンジンキットも同クラスの類似競合製品が増加し、前述したカブF型も安穏としていられる状況ではなくなりつつあった。
また戦後復興が進んだ日本のオートバイ市場でも簡易な自転車補助エンジンに不満を持つユーザーからは、富士重工業（現・SUBARU）製「ラビット」・中日本重工業（現・三菱重工業）製「シルバーピジョン」に代表される125 cc - 250 ccクラスの上級スクーターが、運転しやすさや性能面のゆとりにより支持されるようになっていた。
このような市場趨勢をマネジメントの見地から考慮した藤沢武夫は、カブF型の後継モデルとなり得る廉価な実用的小排気量オートバイの開発・製造販売を考えた。藤沢は「（商品として）カブのような自転車に取り付ける商品ではなく、50 ccエンジンとボディぐるみのもの（完成車）が欲しい」と本田宗一郎に訴えたが、本田は技術を担う立場からの判断で当初は「（50cc完成車として）乗れる（性能の）ものは作れない」と一蹴していた。
しかし藤沢は、1956年の欧州視察旅行往路旅客機中で50 cc級完成車の件を再び本田に持ちかけた。本田も最初はうるさがっていたが、藤沢の熱心さにようやく関心を持ち始め、結果として道中でクライドラーやランブレッタなどの欧州製スクーター・モペッドなどを見かけると「これはどうだ」と藤沢に尋ねるようになった。問答を重ねるうち、本田は藤沢の求める商品性の高い新製品のイメージを膨らませるようになった。そのコンセプトからは、もはや従来のカブや欧州製モペッドのような自転車式ペダルは排除されていた。
帰国後には本田の陣頭指揮により、新型モペッドの開発が開始された。特に耐久性の高い高回転4ストロークエンジンと変速を容易化するクラッチシステムの実用化には苦心を重ね、最終的に50 ccクラスながら既存上位排気量車にも比肩する出力を絞り出す高回転エンジンと、無段変速機付スクーターにこそ及ばないものの変速操作を容易にした自動遠心クラッチ式変速機を揃って完成させた。
1957年末に本田から研究所へ呼び出された藤沢は、本田から自転車取付式エンジンのような足漕ぎペダルを排除したスマートなモペッドの実物大模型とスペックの説明を受けた。「どうだい専務。これなら、どれくらい売れる?」と本田が質問すると、藤沢は「まあ、3万台だな」と応じた。カブの若手デザイナー森泰助が「年間3万台ですか?」と口をはさんだところ、藤沢は「バカ言え。月に3万台だよ!」と返し、その場に居合わせた一同を驚愕させた。当時の同社主力商品であるドリームとベンリィを合算した生産台数は月産6,000から7,000台、さらに日本全国の二輪車販売台数が2万台程度であった。従って藤沢の見積もりが正しければ、この新型モペッドの量産化は競合メーカー同級車種を圧倒するばかりか、日本のオートバイ市場そのものが一挙に押し広げられることを意味した。

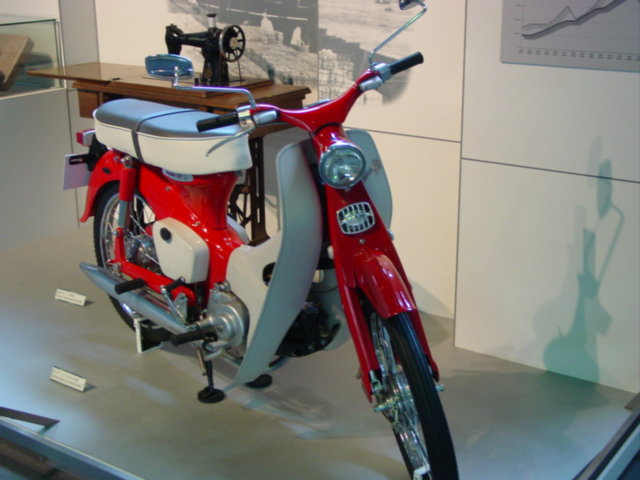
CA100
スーパーカブC100輸出仕様
トヨタ博物館所蔵車

C100スーパーカブは1958年6月から生産開始し、同年8月に発売。最高時速70km/hに達する動力性能と当時では珍しいウインカー付きの車体は、若干の初期不良は見られたものの比較的短期間で生産販売は軌道に乗り、生産台数は1958年度約2万4,000台、1959年度16万7,443台を達成。1960年には月産30,000台体制を見込み多額の投資で三重県鈴鹿市平田町に鈴鹿製作所を建設し稼働開始。1960年度の生産台数は56万4,365台を達成した。当初の「過剰設備ではないか」との危惧も杞憂となり、工場はフル稼働することになった。
日本の小型オートバイ・スクーター市場は、1950年代の一時は大小数十のメーカーが群雄割拠の状態にあったが、スーパーカブの発売から数年で中堅・零細のアッセンブリー・メーカーは市場から一掃された。生き残った大手・中堅メーカーも相次いで本モデル類似のモペッドを開発して追随し、可能性を高く評価した藤沢の予見は事実となった。
発売当時の画期的な試みとして、レッグシールドやカバーなどの直接応力のかからないパーツに大型プラスチック素材（ポリエチレン）が使われ、軽量化や組み立て合理化に役立った。
簡潔で軽量かつ堅牢な全体構造に強力なエンジンと扱いやすい変速機を組み合わせた結果、生産から60年以上経つ最初期モデルであっても充分に整備されていれば21世紀初頭の都市交通の流れに乗れ、また業務用に使用しても何ら支障の無いほど高水準の性能を得ている。その当初から、極めて完成度の高い工業製品となった。

### 車体
太いパイプとプレス鋼板で構築されたフレームに、耐久性に富みしかも低燃費な排気量49 ccの自然空冷式4ストローク単気筒エンジンを水平に近い前傾80°シリンダーとして搭載。自動遠心式クラッチを組み合わせた常時噛合式3段変速機とフルカバードされたチェーンで後輪を駆動する。一部車種には4段変速機搭載車もあるが、いずれも変速方式はロータリー式を採用する。なお自動遠心クラッチによりハンドレバーによる操作は不要のため日本の運転免許制度では、小型自動二輪車・普通自動二輪車・大型自動二輪車のオートマチック限定免許でも運転が可能である。
フラットなステップフロアを持つスクーターほどではないが、婦人用自転車に近いほどに運転者前方のフレームを低く通してあるためスカートを履いた女性でも容易に両足を渡しての乗車が可能である。この構造はサドル前方のフレームに燃料タンクを取り付ける一般的オートバイのレイアウトは使えないが、低く下がったフレーム上に燃料タンクを配置し、そのままサドルを載せる土台にも利用する極めて合理的な配置で解決した。
車体には、射出成形プラスチック製の大型レッグシールドが装備され風防効果を得ている。さらに単独のシュラウド（冷却用外覆）や強制空冷ファンを持たない自然空冷エンジンを両側から抱え込む配置となっており、ヘッドが前方に傾斜してシリンダー部が走行風に相対しないエンジンに冷却空気を誘導する役割も担う。なおかつレッグシールドのエンジン真上、運転者の足下両サイドには穴を開けて、誘導された冷却風による熱気抜けを良くする配慮もなされた。
車輪は、前後とも17インチ径を採用した。それまでのオートバイは主に18インチもしくは16インチを採用しており、イレギュラーな規格ということで開発当時はタイヤメーカーから製造を断られたこともあったが、性能から割り出されたこの車輪径は、一時ビジネスバイクのデファクトスタンダードにまでなった。のちに14インチモデルがラインナップに登場し、ライバル他車とカブの一部車種が採用している。
全体に軽量化されているため、古い商店の玄関などで外と土間の間に少々高い敷居があっても自転車同様に人手で乗り越えさせ、屋内に乗り込ませることが容易である。
また数度のモデルチェンジで、設計時の基本フォルムは保ちながらもデザインの微修正は実施されており、これによってモデルイヤーを判別する基準にもなる。

### 動力系
自動遠心クラッチとロータリー式変速機構を備えた構成は、本田宗一郎が示した「蕎麦屋の出前持ちが片手で運転できるようにせよ」という条件に応え左手のクラッチレバーを廃した結果である。つま先の掻き上げ操作に適さない雪駄などの履物でも変速操作を可能とするためシフトペダルにはかかと用の踏み返しが付けられた。この形式は競合各社も追随採用し、その形状から日本市場で「シーソーペダル」と呼ばれるようになる。1960年（昭和35年）12月までの日本では50 cc以下の原動機付自転車に運転免許が必要なかったことや法規による交通規制が緩く、片手運転や雪駄履き運転も想定せざるを得なかった当時のおおらかさを物語るエピソードだが、独特の変速機構は結果として乗り易さに大きく寄与した。
また、方向指示器も一般的なオートバイと異なり、スロットルグリップがある右手側に上下動作式のスイッチが配置された。これも左手を一切使用せず運転可能とするための工夫である。

#### エンジン
シンプルな自然空冷式・飛沫潤滑の4ストローク単気筒エンジンで実用優先なチューニングだが、8,000 rpm以上の高回転を許容する設計から耐久性に優れ、定期的なオイル交換のみで長期の使用に耐える。なおかつ、燃費性能についても優れた特性を発揮する。
50 ccモデルの1958年製造開始時最高出力は4.5 PS（≒ 3.3 kW）で、当時における2ストローク同級排気量の競合車各車に比してほぼ2倍、既存の90 - 100 ccモデルにすら比肩する突出した性能を誇った。その後の改良で1980年代前半には最高出力は5.5 PS（≒4.05 kW）まで向上したが、1980年代半ば以降は自主規制や環境対策から最高出力を落とし、開発の方向を馬力向上から実燃費向上へと転換した。厳しい排ガス規制の影響を受けて2007年9月のAA02E型では過去最低の3.4 PS（≒ 2.5 kW）まで落ち込むが、技術改良を進めることで2012年5月のAA04E型では3.7 PS（≒ 2.7 kW）と僅かながら上昇した。
前傾80°シリンダーを持つことから横型エンジンとも呼ばれ、バルブレイアウトと燃料供給機構以外に基本設計は当初から大きく変更されていない。内径×行程を変化させることによる排気量バリエーションを構成する（詳細は各諸元を参照）。以下で現在までの大きな設計変更について解説する。
動弁機構
当初はOHVであったが、1964年2月に発売された排気量63 ccのC65でSOHCを初採用。以後は排気量ごとで順次SOHC化が実施され、主力の50 ccモデルは1966年5月に変更。
燃料供給装置
2007年9月21日に平成18年自動車排出ガス規制へ適合させるマイナーチェンジでは、カスタムを含む50 ccシリーズ全車でキャブレターからPGM-FI電子制御式燃料噴射装置へ変更を実施しシリーズ初採用となった。また同時にエキゾーストパイプ内に三元触媒を装着した。この結果エンジン型式がAA01EからAA02Eに変更されるとともにクランクケースの黒塗装化を実施した。
内径×行程
排気量49 ccに搭載されるエンジンは、OHV時代が40.0 × 39.0（mm）、SOHC化後は39.0 × 41.4（mm）。また排気量別バリエーションは、排気量85 ccまでは49 ccSOHCエンジンを、それ以上では同じく89 ccエンジンをベースに内径もしくは行程を変更して形成する。なお2012年に49 ccエンジンはAA04E型へのモデルチェンジで37.8 × 44.0（mm）へ変更した。
| 動弁機構     | OHV  | OHV  | SOHC | SOHC | SOHC | SOHC | SOHC | SOHC | SOHC | SOHC | SOHC |
| 原設計年度   | 1958 | 1958 | 1964 | 1964 | 1964 | 1964 | 1964 | 1964 | 1964 | 2012 | 2003 |
| 排気量（cc） | 49   | 54   | 49   | 63   | 72   | 85   | 89   | 97   | 109  | 49   | 124  |
| 内径（mm）   | 40.0 | 42.0 | 39.0 | 44.0 | 47.0 | 47.0 | 50.0 | 50.0 | 50.0 | 37.8 | 52.4 |
| 行程（mm）   | 39.0 | 39.0 | 41.4 | 41.4 | 41.4 | 49.5 | 45.4 | 49.5 | 55.6 | 44.0 | 57.9 |

消音
排気量に対してマフラー容量を大きくとり、強制冷却ファンを持たない自然空冷式4ストロークエンジンと相まって小型オートバイとしてはエンジン騒音を特段に低下させた。
燃費
非常に低燃費であることでも知られており、50 ccモデルの30 km/h定地走行テストは初代C100の時点で90km/L、過去最高値として1983年2月23日発売の50スーパーカスタムが180 km/Lを記録した。この数値は環境対策などから、キャブレター最終モデルのAA01E型では146 km/L、それ以降のAA02E型では110 - 116 km/Lに低下した。
- 定地走行テスト値は燃費テスト用のベストな条件を整えた場合の特殊な成績で、実際の50 ccモデル公道走行燃費は、法定30 km/hを遵守した運転で60 - 90 km/L、アクセル全開や高速での走行などラフな使い方で45 - 60 km/L程である。それでも内燃機関動力の陸上車両では燃費効率で格別に優れる存在であり、2013年より導入されたWMTCモード値では50 ccモデルが75.2 km/L、110 ccモデルが65.6 km/Lをマークする。
- 本田技研工業主催による低燃費競技会「Honda エコ マイレッジ チャレンジ」では、市販状態のスーパーカブ50がエントリーする市販車クラスで最高541.461 km/L、カブのエンジンを元にした専用競技用車両では3,000 km/Lを越える記録が樹立された。

### 耐久性
開発当時の日本の道路は、国道であっても「酷道」と呼ばれる悪路が多く、過積載などの無茶な運転も横行していた。スーパーカブはこれらの環境で使われるビジネスバイクとして耐久性を重視した設計製造が行われた。走行距離にして何十万キロ耐えられるのかは、本田技研工業でさえも「想像が付かない」との見解を示している。
「エンジンオイルの代わりに天ぷら油や灯油を詰めても走行する。新車から廃車までオイル交換がなされていない個体もある。」と伝えたテレビドキュメンタリー番組が存在する。開発陣は「公式に実験や確認を行った訳ではないながらも恐らく事実である」と見解を示している。これは各部が受ける熱や圧力が小さく、エンジンオイルへの負担が相対的に少ないという点に起因するものである。また冷間発進が多い出前に使われる車両よりも連続走行時間の長い郵便配達で使われる車両の方が寿命が長いという報告もある。
過去にディスカバリーチャンネルで耐久性を検証するテレビ番組が放映されたが、エンジンオイルの代わりにハンバーガーショップの使用済みフライヤー油脂を使用し、山ほどのスイカやピザを積載し街中を走ってもトラブルを起こさず（ただしこれは途中で荷崩れを起こし失敗）、あげく高層建築物の屋上から投げ捨てられた後も、ホイールは曲がったもののエンジンがかかり、ギアが入って（僅かだが）前進するなど、改めてそのタフネスぶりを証明した結果となった。
また本エンジンは、モンキー、ゴリラと共通する部品が多いこと、ベトナムやタイ王国ではカブが広く普及していること、海外生産パーツも豊富なことから、部品を板金屋が自作する『各種チューニング』も多数実施されている。

### 日本でのユーザー層
スーパーカブは、1958年の発売以降、日本国内で広く普及したことから、日本社会の様々な場所で利用されてきた。のちに同クラスのスクーターや四輪軽自動車等の出現によって代替された用途もあるが、2020年代でも依然として官民を問わずユーザー層は広範である。
業務用途では、中華料理店や蕎麦店など飲食店の出前、商店の小口配達や配送、電力会社や銀行などの集金営業、近距離の巡回輸送、新聞販売店による一般家庭への配達など、広範に用いられる。17インチ大径タイヤと耐久性を重視した構造が悪路にも耐えることから、農村を中心とした地方の高齢者にも愛用者は多く、鍬や鎌を荷台にくくりつけて農作業の足代わりに使用されるケースも確認できる。
上述した出前用途では自転車用として開発された出前機が多数転用され大量に普及した副次効果も確認できるほか、郵便・新聞の配達業務についてはそれらに特化したバリエーションとしてMDシリーズやプレスカブも開発された。
納入先の要求による仕様変更にも対応しており、交番配備のパトロールバイクとして導入している警察仕様では、取り外して簡易盾としても使用できる透明ハンドル付きのウインドシールド・警棒収納ケース・書類を入れるスチール製ボックスなどを装備する。さらにかつては食糧庁（現・農林水産省食料産業局・生産局穀物課）納入の小豆色、電電公社（現・NTTグループ）納入の若竹色など専用塗装車が製造された。
個人用途では、小型オートバイが多用される市街地移動はもとより、その耐久性と低燃費を買われて長距離ツーリングやアドベンチャーランにまで用いられるなど多様である。趣味的観点からドレスアップパーツやチューニングパーツで改造を楽しむ層もおり、中にはバイクレース向けに改造されたりする事もある。また海外製パーツも特にカブが普及しているタイ製などが輸入可能で日本国内に専門店もある。さらに近年の傾向として、市街地での駐車違反取締強化や石油価格高騰の影響により、スクーターを含めた原付一種・二種（小型自動二輪車）の所有使用者が増加する傾向があり、カブでも同様な現象が確認される。発売後60年近くを経ていることから、初期型はヴィンテージマシンとしての扱いも受けており、愛好者による保存が行われている。
また珍しい例としては鹿児島県立種子島中央高等学校の通学用バイクとしてスーパーカブが主流となっている。このことから本田技研工業はスーパーカブ発売60周年にあたる2018年（平成30年）には、スーパーカブのユーザーである種子島中央高校の卒業式の日の南日本新聞朝刊の全面広告に卒業生に対する祝福メッセージを掲載したほか、「ありがとう、種子島。」と題し、種子島中央高校の生徒と本田技研工業、ロックバンドであるクリープハイプがタイアップしたミュージックビデオが制作された。
北海道テレビの『水曜どうでしょう』では、大泉洋と鈴井貴之が、カブに乗って日本列島やベトナムを縦断する企画「原付シリーズ」が行われた。

### 過去の販売車種
排気量別に多数のモデルが製造された。本項では日本国内で販売されたモデルについて解説を行う。
- スーパーカブC100

1958年8月発売の50 cc OHVエンジン搭載モデル。
- スーパーカブC102

1960年4月発売。C100にセルフスターターモーターを装備したモデル。
- スーパーカブC105

1961年8月発売。上述したC100へ2人乗車可能とするためエンジン内径を42 mmへ拡大し排気量を54 ccへアップさせたモデル。
- スーパーカブCD105

1961年8月発売。上述したC105にセルフスターターモーターを装備したモデル。
- スーパーカブCM90

1964年10月発売。89 cc SOHCエンジン搭載モデル。
- スーパーカブC65

1964年12月発売。C105からのモデルチェンジ車で内径×行程 = 44.0 × 41.4（mm）・排気量63 ccへ拡大したSOHCエンジンを搭載するモデル。
- スーパーカブ50（型式：C50 → AA01）

1966年5月に発売されたSOHCエンジン搭載モデル。1999年モデルから型式名をBA-AA01に変更。排出ガス規制に対応するため燃料供給装置をインジェクション化した2007年モデルから型式名をJBH-AA01に変更。2012年製造終了。
- スーパーカブ70（型式：C70）

1968年1月発売。C65からのフルモデルチェンジ車で内径×行程 = 47.0 × 41.4（mm）・排気量72 ccのSOHCエンジンを搭載する。1998年12月に発売された1999年モデルを最後に製造終了。
- スーパーカブ90（型式：C90 → HA02）

1968年12月発売。型式C90は内径×行程 = 50.0 × 45.4（mm）・排気量89 ccのSOHCエンジンを搭載する。
1980年3月のモデルチェンジで型式をHA02に、搭載エンジンを内径×行程 = 47.0 × 49.5（mm）・排気量85 ccのSOHCエンジンへ変更。2008年製造終了。
- カブ100EX・スーパーカブ100

タイホンダマニュファクチュアリング社製輸入車。内径×行程 = 50.0 × 49.5（mm）・排気量97 ccのSOHCエンジンを搭載する。
1988年・1989年モデルはカブ100EX（型式：HA05）。
1993年・1995年モデルはスーパーカブ100（型式：HA06）。
50・70・90では、装備品などの違いにより以下のグレードが設定された。
- スタンダード

ロータリー3段トランスミッションを搭載する最もオーソドックスなモデル。
1980年モデルからは事故防止の観点から、走行中に3速からニュートラルにシフトチェンジを防止するドラムロックプレートがミッション内部に追加装備された。
- デラックス

スタンダードの豪華版でメタリック塗装を採用。
- スーパーデラックス

1982年にスタンダードの上級仕様として発売された仕様。丸みを帯びたスタンダードと異なり、全般的に角ばったデザイン・角型ヘッドライト・大型スピードメーターを採用。燃料計はスピードメーター内に装備する。
スーパーカブ70（72 cc）・スーパーカブ90（85 cc）はセルスターター・キックスターター併設。セルスターター機構以外は電圧に6 V・12 Vの相違点はあるが、基本的にデラックスと同スペックのエンジンを搭載する。
スーパーカブ50はセル・キック併用仕様とキックのみの2仕様が設定された。なお同モデルは4段トランスミッションのほか、エンジンもスタンダードと異なる最高出力5.5 PS / 9000 rpmの4サイクルエコノパワーエンジンを搭載した。
- スーパーカスタム

スーパーデラックスの名称を変更し1983年から販売された仕様。
50 ccモデルはフロントサスペンションにアンチリフト機構を追加し、ギア比ならびに4サイクルエコノパワーエンジンの最高出力を5.0 PS / 8000 rpmへ変更。
- カスタム

スーパーカスタムの名称を変更し1986年から販売された仕様。
50 ccモデルはキックスターター仕様を廃止。セル・キック併用仕様のみとなり、スタンダードと同スペックの最高出力4.5 PS / 7000 rpmエンジン搭載へ変更。
- ビジネス

1985年 - 1998年に50 ccモデルのみで販売された。ミッション内のドラムロックプレートを排し、走行中に前シフトチェンジで3速からニュートラルにシフト変更可能にしたビジネス仕様。
トランスミッション変速比はスタンダードと共通だが、スプロケットを変更し2次減速比をカスタムと同じ数値に変更。
- ストリート

2001年にスタンダードの1バリエーションとして追加されたモデルであるが、好評のため2002年からストリートとして正式に独立。2007年まで製造販売された。
スタンダードの車体にリトルカブ用のカラフルなカラーリングやリヤキャリアを装備する。
| 車名                 | スーパーカブ50                           | スーパーカブ70                           | スーパーカブ90                           | スーパーカブ100                          |
| -------------------- | ---------------------------------------- | ---------------------------------------- | ---------------------------------------- | ---------------------------------------- |
| グレード             | カスタム                                 | スタンダード                             | デラックス                               | カスタム                                 |
| モデルイヤー         | 2007                                     | 1998                                     | 2002                                     | 1995                                     |
| 型式                 | JBH-AA01                                 | C70                                      | BC-HA02                                  | HA06                                     |
| 全長×全幅×全高(mm)   | 1,835 × 660 × 1,030                      | 1,800 × 660 × 1,010                      | 1,805 × 660 × 1,015                      | 1,855 × 665 × 1,045                      |
| ホイールベース       | 1,175 mm                                 | 1,175 mm                                 | 1,175 mm                                 | 1,205 mm                                 |
| 最低地上高           | 130 mm                                   | 135 mm                                   | 135 mm                                   | 130 mm                                   |
| 最小回転半径         | 1,800 mm                                 | 1,900 mm                                 | 1,900 mm                                 | 1,900 mm                                 |
| シート高             | 735 mm                                   | 735 mm                                   | 735 mm                                   | 745 mm                                   |
| 車両重量             | 79 kg                                    | 81 kg                                    | 84 kg                                    | 94 kg                                    |
| 乗車定員             | 1人                                      | 2人                                      | 2人                                      | 2人                                      |
| 定地走行燃費         | 110.0 km/L                               | 60.6 km/L                                | 60.0 km/L                                | 58.1 km/L                                |
| エンジン型式         | AA02E                                    | C70E                                     | HA02E                                    | HA05E                                    |
| 構造                 | 空冷4ストロークSOHC単気筒                | 空冷4ストロークSOHC単気筒                | 空冷4ストロークSOHC単気筒                | 空冷4ストロークSOHC単気筒                |
| 総排気量             | 49 cc                                    | 72 cc                                    | 85 cc                                    | 97 cc                                    |
| 内径×行程            | 39.0 mm × 41.4 mm                        | 47.0 mm × 41.4 mm                        | 47.0 mm × 49.5 mm                        | 50.0 mm × 49.5 mm                        |
| 圧縮比               | 10.0                                     | 9.0                                      | 9.1                                      | 8.8                                      |
| 最高出力             | 3.4 PS (2.5 kW) / 7,000 rpm              | 6.0 PS / 7,000 rpm                       | 7.0 PS (5.1 kW) / 7,000 rpm              | 7.5 PS / 8,000 rpm                       |
| 最大トルク           | 0.39 kgf·m (3.8 N·m) / 5,000 rpm         | 0.68 kgf·m / 5,000 rpm                   | 0.79 kgf·m (7.7 N·m) / 5,500 rpm         | 0.81 kgf·m / 6,000 rpm                   |
| 点火方式             | フルトランジスタ                         | CDIマグネトー                            | CDIマグネトー                            | CDIマグネトー                            |
| 燃料供給             | 電子式燃料噴射装置                       | キャブレター                             | キャブレター                             | キャブレター                             |
| 供給装置型式         | PGM-FI                                   | PB61                                     | PB5KA                                    | PB88                                     |
| 始動方式             | セルフ・キック併用                       | キック                                   | キック                                   | セルフ・キック併用                       |
| 潤滑方式             | 圧送飛沫併用式                           | 圧送飛沫併用式                           | 圧送飛沫併用式                           | 圧送飛沫併用式                           |
| 燃料タンク容量       | 4.0 L                                    | 4.0 L                                    | 4.0 L                                    | 3.4 L                                    |
| 潤滑油容量           | 0.8 L                                    | 0.8 L                                    | 0.8 L                                    | 0.9 L                                    |
| クラッチ             | 自動遠心                                 | 自動遠心                                 | 自動遠心                                 | 自動遠心                                 |
| 変速方式             | リターン(停止時のみロータリー)           | リターン(停止時のみロータリー)           | リターン(停止時のみロータリー)           | リターン(停止時のみロータリー)           |
| トランスミッション   | 常時噛合4段                              | 常時噛合3段                              | 常時噛合3段                              | 常時噛合4段                              |
| 1速                  | 3.181                                    | 3.272                                    | 2.833                                    | 2.833                                    |
| 2速                  | 1.705                                    | 1.722                                    | 1.647                                    | 1.705                                    |
| 3速                  | 1.238                                    | 1.190                                    | 1.045                                    | 1.181                                    |
| 4速                  | 0.958                                    | N/A                                      | N/A                                      | 0.958                                    |
| 1次減速比            | 4.058                                    | 4.058                                    | 4.058                                    | 4.058                                    |
| 最終減速比           | 3.230                                    | 2.571                                    | 2.600                                    | 2.466                                    |
| フレーム形式         | バックボーン                             | バックボーン                             | バックボーン                             | バックボーン                             |
| サスペンション（前） | ボトムリンク                             | ボトムリンク                             | ボトムリンク                             | テレスコピック                           |
| サスペンション（後） | スイングアーム                           | スイングアーム                           | スイングアーム                           | スイングアーム                           |
| キャスター           | 26°30′                                   | 26°30′                                   | 26°30′                                   | 26°30′                                   |
| トレール             | 75.0 mm                                  | 75.0 mm                                  | 75.0 mm                                  | 70.0 mm                                  |
| タイヤ（前）         | 2.25-17 33L                              | 2.25-17 33L                              | 2.50-17 38L                              | 2.25-17 33L                              |
| タイヤ（後）         | 2.50-17 38L                              | 2.50-17 43L                              | 2.50-17 43L                              | 2.50-17 43L                              |
| ブレーキ             | 機械式リーディングトレーリング（前・後） | 機械式リーディングトレーリング（前・後） | 機械式リーディングトレーリング（前・後） | 機械式リーディングトレーリング（前・後） |
| 税込価格             | 236,250円                                | 178,500円                                | 194,250円                                | 221,450円                                |

#### 新聞配達用特化モデル
以下の2モデルが製造販売された。

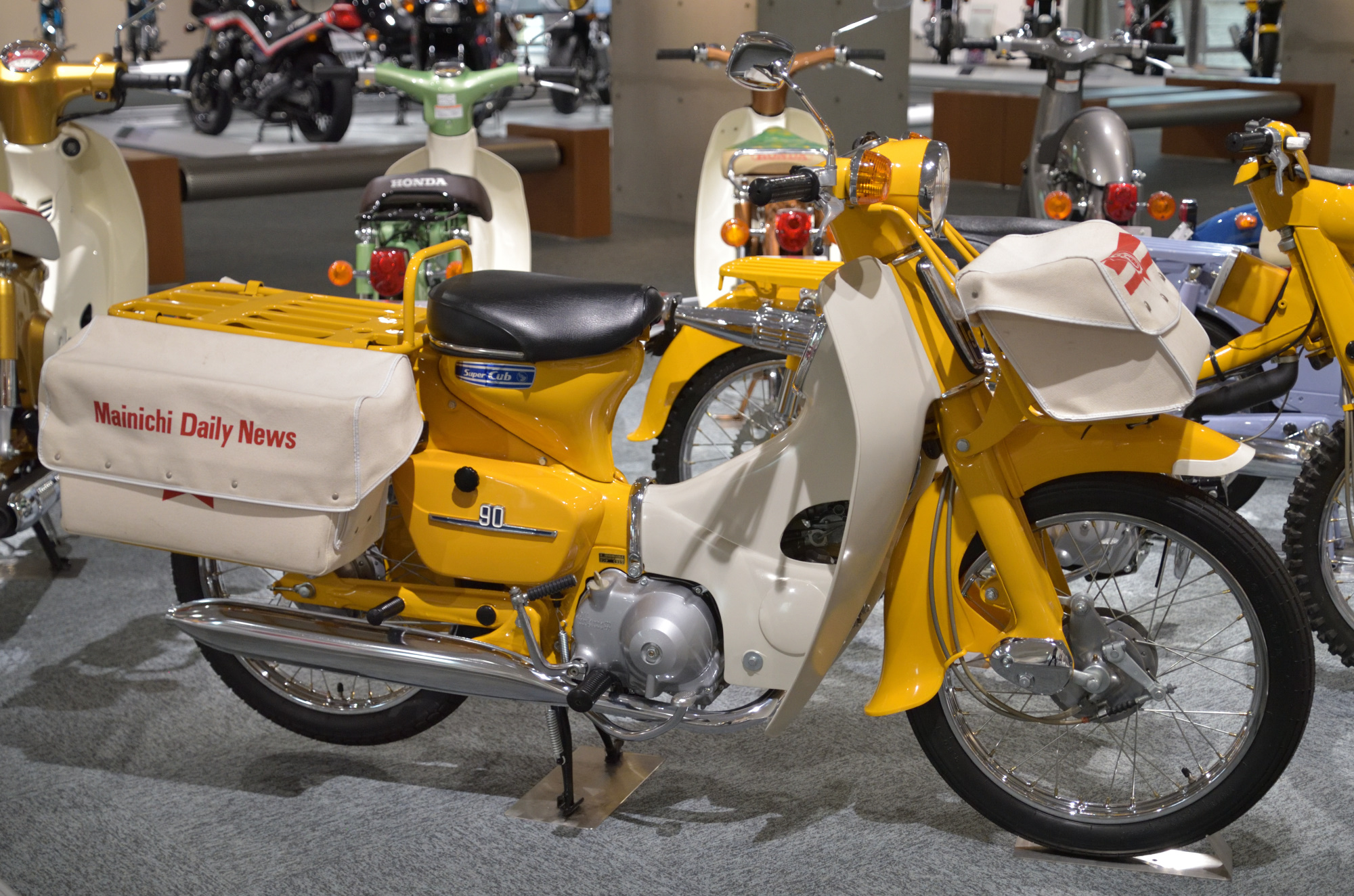
ニュースカブ90
1971年3月15日に生産累計600万台達成記念として受注生産。反響の大きさから翌1972年に正式モデルとなった。
- 雨天・早朝でも視認性の高いイエローの専用車体色。
- 防水性バッグ・大型キャリアを標準装備。
- 電装を12 V化しセルスターターを搭載。
- ブレーキライニング材質・サイドスタンドを強化。
- リヤウインカー移設

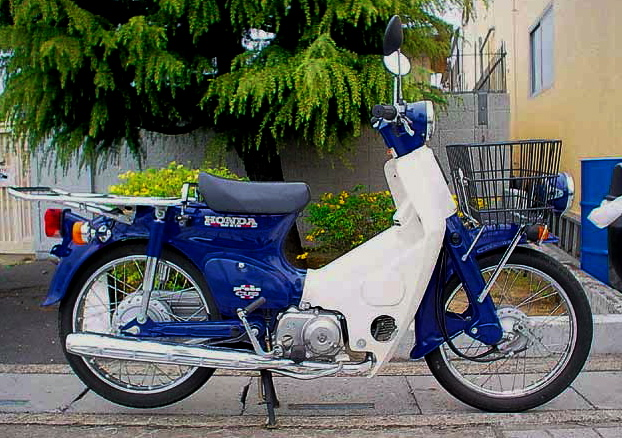
プレスカブ50
1988年2月25日発売。スタンダードとグリップヒーターを装備するデラックスの2グレードが製造された。スーパーカブ50と共通のマイナーチェンジを実施したため型式はC50 → AA01。2012年に製造中止。
- 大容量フロントバスケット・大型リヤキャリヤを標準装備。
- 積載に応じてフロントバスケット前にヘッドライトとフロントウインカーを配置。
- ハンドルトップ部にはポジションライトを手元灯として配置。
- サイドスタンド・スイングアーム・リヤサスペンションを強化。
- リヤブレーキ径を130 mmに大型化。
- 完全に停止しなくても3速 → ニュートラルへのチェンジが可能なロータリー式3段トランスミッションを搭載。
- 上記に伴い、シフトミス防止の観点からメーター内に3速インジケーターを追加。

#### リトルカブ

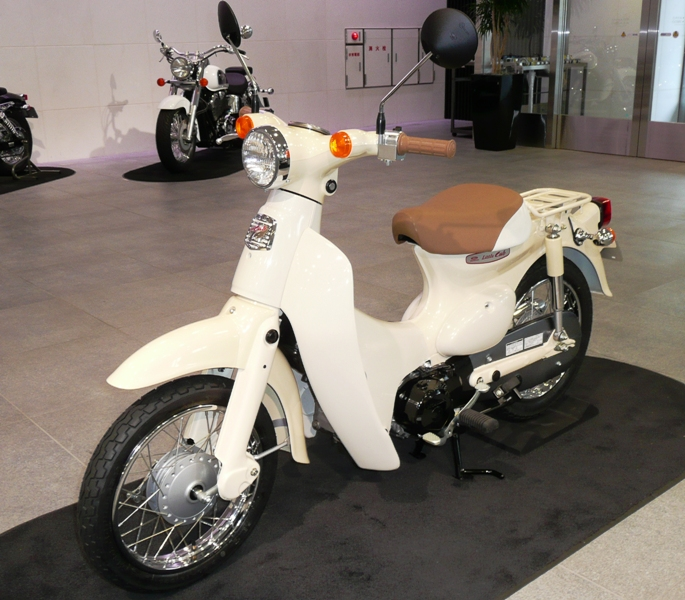
リトルカブ 2007年モデル

1997年8月8日発売。型式名A-C50。排気量は49 ccのみとし、おしゃれに乗りたい若者・女性ならびに年配者への扱いやすさを求めていたセグメントを意識した上でシャリィ販売中止に伴う代替も考慮し開発された。当初はキック始動3段ミッションモデルのみが販売されたが、1998年にはセル・キック併用4段ミッションモデルの2車種が追加された。
スーパーカブ50との相違点
- ホイール径を17インチから14インチに変更しシート高を30 mm下げた。このため全長もやや短縮するなど車体がよりコンパクトになった結果、小回りの効きと扱いやすさの向上が図られた。
- カラフルなカラーリングをラインナップ。
- フレームは同一であるが、装着するパーツは随所に丸みを持った独自の装飾デザインを採用。ハンドル周り・フロントフォーク・前後ウインカー・チェンジペダル・ブレーキペダル・ステップバー・サイドカバー・レッグシールド・フロントフェンダー・マフラー等は専用部品である。シートやリヤキャリアも車体に合わせて一回り小型化されているが、これらは互換性があり相互で交換が可能である。

発売後は以下のマイナーチェンジを実施した。
- 1999年9月：1998年の排出ガス規制[注 35]に対応するためキャブレターセッティング変更・ブローバイガス還元装置の搭載を実施した1999年モデルに移行。型式名をBA-AA01に変更。
- 2007年10月：2007年の排出ガス規制[注 36]に対応するため燃料供給装置をインジェクション化した2007年モデルに移行。型式名をJBH-AA01に変更。

2012年5月には小型二輪車日本国外生産移管計画により一旦は生産終了となったが、方針の見直しにより同年9月から熊本製作所での生産を再開。また限定車として2008年にカブシリーズ誕生50周年記念モデルが、2013年に同55周年記念モデルが、2015年に形状立体商標登録記念モデルが発売された。しかし、2016年7月1日に施行された欧州Euro4とWMTCを参考とした規制値および区分の平成28年排出ガス規制をクリアすることが難しいことから、平成24年規制に基く継続生産車である本モデルは2017年8月31日をもって生産終了となった。
| モデルイヤー         | 1997                                     | 1999                                     | 1999                                     | 2015                                     |
| グレード             | 50thアニバーサリーSP                     | キック                                   | キック・セル併用                         | スペシャル                               |
| 型式                 | A-C50                                    | BA-AA01                                  | BA-AA01                                  | JBH-AA01                                 |
| 全長×全幅×全高(mm)   | 1,775 × 660 × 960                        | 1,775 × 660 × 960                        | 1,775 × 660 × 960                        | 1,775 × 660 × 960                        |
| ホイールベース       | 1,185 mm                                 | 1,185 mm                                 | 1,190 mm                                 | 1,190 mm                                 |
| 最低地上高           | 115 mm                                   | 115 mm                                   | 115 mm                                   | 115 mm                                   |
| 最小回転半径         | 1,800 mm                                 | 1,800 mm                                 | 1,800 mm                                 | 1,800 mm                                 |
| シート高             | 705 mm                                   | 705 mm                                   | 705 mm                                   | 705 mm                                   |
| 車両重量             | 78 kg                                    | 79 kg                                    | 81 kg                                    | 81 kg                                    |
| 乗車定員             | 1人                                      | 1人                                      | 1人                                      | 1人                                      |
| 30 km/h定地走行燃費  | 125.0 km/L                               | 125.0 km/L                               | 132.0 km/L                               | 113.0 km/L                               |
| エンジン型式         | C50E                                     | AA01E                                    | AA01E                                    | AA02E                                    |
| 構造                 | 空冷4ストロークSOHC単気筒                | 空冷4ストロークSOHC単気筒                | 空冷4ストロークSOHC単気筒                | 空冷4ストロークSOHC単気筒                |
| 総排気量             | 49 cc                                    | 49 cc                                    | 49 cc                                    | 49 cc                                    |
| 内径×行程            | 39.0 mm × 41.4 mm                        | 39.0 mm × 41.4 mm                        | 39.0 mm × 41.4 mm                        | 39.0 mm × 41.4 mm                        |
| 圧縮比               | 10.0                                     | 10.0                                     | 10.0                                     | 10.0                                     |
| 最高出力             | 4.5 PS / 7,000 rpm                       | 4.0 PS / 7,000 rpm                       | 4.0 PS / 7,000 rpm                       | 3.4 PS / 7,000 rpm                       |
| 最大トルク           | 0.52 kgf·m / 4,500 rpm                   | 0.48 kgf·m / 4,500 rpm                   | 0.48 kgf·m / 4,500 rpm                   | 0.39 kgf·m / 5,000 rpm                   |
| 点火方式             | CDIマグネトー                            | CDIマグネトー                            | CDIマグネトー                            | フルトランジスタ                         |
| 燃料供給             | キャブレター                             | キャブレター                             | キャブレター                             | 電子式燃料噴射装置                       |
| 供給装置型式         | PB3B                                     | PB3B                                     | PB3B                                     | PGM-FI                                   |
| 始動方式             | キック                                   | キック                                   | セル・キック併用                         | セル・キック併用                         |
| 潤滑方式             | 圧送飛沫併用式                           | 圧送飛沫併用式                           | 圧送飛沫併用式                           | 圧送飛沫併用式                           |
| 燃料タンク容量       | 4.0 L                                    | 4.0 L                                    | 4.0 L                                    | 3.4 L                                    |
| 潤滑油容量           | 0.8 L                                    | 0.8 L                                    | 0.8 L                                    | 0.8 L                                    |
| クラッチ             | 自動遠心                                 | 自動遠心                                 | 自動遠心                                 | 自動遠心                                 |
| 変速方式             | リターン(停止時のみロータリー)           | リターン(停止時のみロータリー)           | リターン(停止時のみロータリー)           | リターン(停止時のみロータリー)           |
| トランスミッション   | 常時噛合3段                              | 常時噛合3段                              | 常時噛合4段                              | 常時噛合4段                              |
| 1速                  | 3.272                                    | 3.272                                    | 3.181                                    | 3.181                                    |
| 2速                  | 1.764                                    | 1.764                                    | 1.705                                    | 1.705                                    |
| 3速                  | 1.190                                    | 1.190                                    | 1.238                                    | 1.238                                    |
| 4速                  | N/A                                      | N/A                                      | 0.958                                    | 0.958                                    |
| 1次減速比            | 4.058                                    | 4.058                                    | 4.058                                    | 4.058                                    |
| 最終減速比           | 2.785                                    | 2.785                                    | 2.928                                    | 2.928                                    |
| フレーム形式         | バックボーン                             | バックボーン                             | バックボーン                             | バックボーン                             |
| サスペンション（前） | ボトムリンク                             | ボトムリンク                             | ボトムリンク                             | ボトムリンク                             |
| サスペンション（後） | スイングアーム                           | スイングアーム                           | スイングアーム                           | スイングアーム                           |
| キャスター           | 26°00′                                   | 26°00′                                   | 26°00′                                   | 26°00′                                   |
| トレール             | 47.0 mm                                  | 47.0 mm                                  | 47.0 mm                                  | 47.0 mm                                  |
| タイヤ（前）         | 2.50-14 32L                              | 2.50-14 32L                              | 2.50-14 32L                              | 2.50-14 32L                              |
| タイヤ（後）         | 2.75-14 35P                              | 2.75-14 35P                              | 2.75-14 35P                              | 2.75-14 35P                              |
| ブレーキ             | 機械式リーディングトレーリング（前・後） | 機械式リーディングトレーリング（前・後） | 機械式リーディングトレーリング（前・後） | 機械式リーディングトレーリング（前・後） |
| 税込価格             | 166,950円                                | 172,200円                                | 193,200円                                | 237,6000円                               |

#### EBJ-JA07型
90 ccシリーズは自動車排出ガス規制に伴い2008年9月に生産終了となったが、原付二種（小型自動二輪車）クラス後継車種の販売再開が熱望された。しかし90 ccが日本国内のみの生産だったことや日本国外で生産されているシリーズ車種が100 - 125 cc中心だったことから、後継車種の開発はスケールメリットの点から日本国外生産車両と仕様共通化させた110 ccモデルとして設定され、型式名EBJ-JA07として設計開発されたのが本モデルである。
このためエンジンおよびパーツの6割は日本国外シリーズ車種の生産中心地であるタイ王国から輸入し、全体的な車体の組み立てを熊本製作所で行った。以下の2車種が製造販売された。
スーパーカブ110
2009年6月19日発売。車体番号JA07-100****・110****・120****。
車体はタイホンダマニュファクチュアリング社のドリームをベースにしたことから、国内仕様としては初となるパイプおよびピボットプレートの組み合わせによるフレームとフロントサスペンションにテレスコピック式を採用。外装はプラスチック部品を多用しながらもカブのイメージを最大限に残したデザインとした。
エンジンもドリーム同様のウェーブと部品を共通化させた109 ccエンジンを採用。最高出力は日本国内の規制に適合させた上で90 ccより1.2 PS（≒ 0.88 kW）向上させた 8.2 PS（≒ 6.03 kW）をマーク。
トランスミッションも同様に2段クラッチ方式の4段変速機を搭載し、変速方式は停止時のみロータリーとなる変則リターン式が採用された。
またカブシリーズでは初採用となるマルチリフレクターヘッドライト・左側プッシュキャンセルウインカー・メインスイッチ一体型ハンドルロックなどが装備された。
車体色は当初コスタブルーとアバグリーンの2色を設定。2010年2月18日にコルチナホワイトを、同年8月20日にプコブルーとバージンベージュを追加し計5色とした。
スーパーカブ110 PRO
2009年10月16日発売。車体番号はJA07-300****。
新聞配達や宅配用途に特化させた1人乗り専用設計で以下の変更を実施。
- フロントキャリアに大型バスケットとリアキャリヤを搭載。
- ヘッドライトとフロントウインカーをフロントバスケット前面に移設。
- 前後ホイールサイズを14インチ化。
- 専用強化サスペンションを装着。
- 車体色はコスタブルーのみの設定。

また郵政仕様となるスーパーカブ110MDのベース車両でもあり、装備品は一部を除き共通化された。
小型二輪車生産拠点海外移管計画により2012年で生産終了。
| 車名                 | スーパーカブ110                          | スーパーカブ110 PRO                      |
| -------------------- | ---------------------------------------- | ---------------------------------------- |
| 型式                 | EBJ-JA07                                 | EBJ-JA07                                 |
| 全長×全幅×全高 (mm)  | 1,810 × 715 × 1,045                      | 1,845 × 715 × 1,040                      |
| ホイールベース       | 1,190 mm                                 | 1,205 mm                                 |
| 最低地上高           | 140 mm                                   | 105 mm                                   |
| 最小回転半径         | 1,800 mm                                 | 1,900 mm                                 |
| シート高             | 735 mm                                   | 735 mm                                   |
| 車両重量             | 93 kg                                    | 104 kg                                   |
| 乗車定員             | 2人                                      | 1人                                      |
| 50 km/h定地走行燃費  | 63.5 km/L                                | 66.2 km/L                                |
| エンジン型式         | JA07E                                    | JA07E                                    |
| 構造                 | 空冷4ストロークSOHC単気筒エンジン        | 空冷4ストロークSOHC単気筒エンジン        |
| 総排気量             | 109 cc                                   | 109 cc                                   |
| 内径×行程            | 50.0 mm × 55.6 mm                        | 50.0 mm × 55.6 mm                        |
| 圧縮比               | 9.0                                      | 9.0                                      |
| 最高出力             | 8.2 PS (6.0 kW) / 7,500 rpm              | 8.2 PS (6.0 kW) / 7,500 rpm              |
| 最大トルク           | 0.86 kgf·m (8.4 N·m) / 5,500 rpm         | 0.86 kgf·m (8.4 N·m) / 5,500 rpm         |
| 点火方式             | フルトランジスタ式バッテリー点火         | フルトランジスタ式バッテリー点火         |
| 燃料供給             | 電子式燃料噴射装置(PGM-FI)               | 電子式燃料噴射装置(PGM-FI)               |
| 始動方式             | セルフ・キック併用                       | セルフ・キック併用                       |
| 潤滑方式             | 圧送飛沫併用式                           | 圧送飛沫併用式                           |
| 燃料タンク容量       | 4.3 L                                    | 4.3 L                                    |
| クラッチ             | 自動遠心                                 | 自動遠心                                 |
| 変速方式             | リターン(停止時のみロータリー)           | リターン(停止時のみロータリー)           |
| トランスミッション   | 常時噛合4段                              | 常時噛合4段                              |
| 1速                  | 2.615                                    | 2.615                                    |
| 2速                  | 1.555                                    | 1.555                                    |
| 3速                  | 1.136                                    | 1.136                                    |
| 4速                  | 0.916                                    | 0.916                                    |
| 1次減速比            | 4.058                                    | 4.058                                    |
| 最終減速比           | 2.428                                    | 2.142                                    |
| フレーム形式         | バックボーン                             | バックボーン                             |
| サスペンション（前） | テレスコピック                           | テレスコピック                           |
| サスペンション（後） | スイングアーム                           | スイングアーム                           |
| キャスター           | 26°50′                                   | 27°20′                                   |
| トレール             | 77.0 mm                                  | 64.0 mm                                  |
| タイヤ（前）         | 2.25-17 33L                              | 70/100-14 M/C 37P                        |
| タイヤ（後）         | 2.50-17 43L                              | 80/100-14 M/C 49P                        |
| ブレーキ             | 機械式リーディングトレーリング（前・後） | 機械式リーディングトレーリング（前・後） |
| 製造                 | 本田技研工業熊本製作所                   | 本田技研工業熊本製作所                   |
| 税込価格             | 249,900円                                | 289,800円                                |

#### JBH-AA04型・EBJ-JA10型
2011年に発表された一部二輪車の生産拠点海外移管計画により、2012年に50 cc・110 ccのモデルチェンジと中華人民共和国天津市に本社を持つ現地法人の新大洲本田摩托有限公司（Sundiro Honda Motorcycle Co.,Ltd.）へ生産移管を同時に実施したのが本モデルである。
ベースは2011年にタイで発表されたドリーム110i で、以下の日本向けとされた仕様・特徴がある。
- 車体を50 ccモデル・110 ccモデルで共用化。
- 本来の2人乗りシートからシングルシート + リヤキャリアに変更。
- 尾灯およびテールウインカーのデザインを変更
- メーターからギアポジションインジケーターを廃止しスピードスケールを変更。

この結果、型式は50 ccモデルがJBH-AA04、110 ccモデルがEBJ-JA10となり以下のスケジュールで発表・発売された。
スーパーカブ110
2012年2月20日発表、同年3月16日発売。前モデルからは以下の変更を実施。
- フレーム剛性の見直し。
- ホイールベースを20 mm延長。
- エンジンを低中回転トルク重視の特性に変更。

車体色はスマートブルーメタリック・パールシルキーホワイト・パールバリュアブルブルー・バージンベージュ・パールプロキオンブラックの5色を設定。
スーパーカブ50
2012年5月17日発表、同月25日発売。110との差異は多少あるものの基本的には共用する同一車体である。このことから50 ccモデルでは54年の歴史で初めて車体構造とエンジンの内径×行程が完全に刷新され、パイプ・ピボットによるバックボーンフレームやテレスコピック式フロントサスペンションの装備、セルフスターター・4段トランスミッションが標準搭載とされたが、車体は上位車種のものであることから車両重量は大幅に増加した。
スーパーカブ50プロ スーパーカブ110プロ
2012年7月17日発表、同年9月15日発売。110 ccモデルは先代JA07型のフルモデルチェンジ、50 ccモデルはプレスカブからの発展的統合の位置づけとされた。
JA07型からは、サスペンションストロークのアップ・メーターケースに作業灯設置・フロントバスケットのフロントマウント化などの改良を実施。車体色はパールバリュアブルブルーのみの設定。
本モデルチェンジにより20,000円強 - 50,000円弱の販売価格引下げも実施されたが、2017年8月31日をもって上述したリトルカブならびに後述するクロスカブと同様の理由で生産終了。
| 車名                 | スーパーカブ50                           | スーパーカブ50 プロ                      | スーパーカブ110                          | スーパーカブ110 プロ                     |
| -------------------- | ---------------------------------------- | ---------------------------------------- | ---------------------------------------- | ---------------------------------------- |
| 型式                 | JBH-AA04                                 | JBH-AA04                                 | EBJ-JA10                                 | EBJ-JA10                                 |
| 全長×全幅×全高(mm)   | 1,915 × 700 × 1,050                      | 1,900 × 720 × 1,050                      | 1,915 × 700 × 1,050                      | 1,900 × 720 × 1,050                      |
| ホイールベース       | 1,215 mm                                 | 1,225 mm                                 | 1,210 mm                                 | 1,225 mm                                 |
| 最低地上高           | 135 mm                                   | 130 mm                                   | 135 mm                                   | 130 mm                                   |
| 最小回転半径         | 1,900 mm                                 | 1,900 mm                                 | 1,900 mm                                 | 1,900 mm                                 |
| シート高             | 735 mm                                   | 735 mm                                   | 735 mm                                   | 735 mm                                   |
| 車両重量             | 95 kg                                    | 106 kg                                   | 98 kg                                    | 107 kg                                   |
| 乗車定員             | 1人                                      | 1人                                      | 2人                                      | 1人                                      |
| 定地走行燃費         | 110.0 km/L                               | 95.0 km/L                                | 63.5 km/L                                | 66.0 km/L                                |
| エンジン型式         | AA04E                                    | AA04E                                    | JA10E                                    | JA10E                                    |
| 構造                 | 空冷4ストロークSOHC単気筒                | 空冷4ストロークSOHC単気筒                | 空冷4ストロークSOHC単気筒                | 空冷4ストロークSOHC単気筒                |
| 総排気量             | 49 cc                                    | 49 cc                                    | 109 cc                                   | 109 cc                                   |
| 内径×行程            | 37.8 mm × 44.0 mm                        | 37.8 mm × 44.0 mm                        | 50.0 mm × 55.6 mm                        | 50.0 mm × 55.6 mm                        |
| 圧縮比               | 10.0                                     | 10.0                                     | 9.0                                      | 9.0                                      |
| 最高出力             | 3.7 PS (2.7 kW) / 7,500 rpm              | 3.7 PS (2.7 kW) / 7,500 rpm              | 8.0 PS (5.9 kW) / 7,500 rpm              | 8.0 PS (5.9 kW) / 7,500 rpm              |
| 最大トルク           | 0.39 kgf·m (3.8 N·m) / 5,500 rpm         | 0.39 kgf·m (3.8 N·m) / 5,500 rpm         | 0.87 kgf·m (8.5 N·m) / 5,500 rpm         | 0.87 kgf·m (8.5 N·m) / 5,500 rpm         |
| 点火方式             | フルトランジスタ式バッテリー点火         | フルトランジスタ式バッテリー点火         | フルトランジスタ式バッテリー点火         | フルトランジスタ式バッテリー点火         |
| 燃料供給             | 電子式燃料噴射装置(PGM-FI)               | 電子式燃料噴射装置(PGM-FI)               | 電子式燃料噴射装置(PGM-FI)               | 電子式燃料噴射装置(PGM-FI)               |
| 始動方式             | セルフ・キック併用                       | セルフ・キック併用                       | セルフ・キック併用                       | セルフ・キック併用                       |
| 潤滑方式             | 圧送飛沫併用式                           | 圧送飛沫併用式                           | 圧送飛沫併用式                           | 圧送飛沫併用式                           |
| 燃料タンク容量       | 4.3 L                                    | 4.3 L                                    | 4.3 L                                    | 4.3 L                                    |
| クラッチ             | 自動遠心                                 | 自動遠心                                 | 自動遠心                                 | 自動遠心                                 |
| 変速方式             | リターン(停止時のみロータリー)           | リターン(停止時のみロータリー)           | リターン(停止時のみロータリー)           | リターン(停止時のみロータリー)           |
| トランスミッション   | 常時噛合4段                              | 常時噛合4段                              | 常時噛合4段                              | 常時噛合4段                              |
| 1速                  | 3.181                                    | 3.181                                    | 2.615                                    | 2.615                                    |
| 2速                  | 1.705                                    | 1.705                                    | 1.555                                    | 1.555                                    |
| 3速                  | 1.190                                    | 1.190                                    | 1.136                                    | 1.136                                    |
| 4速                  | 0.916                                    | 0.916                                    | 0.916                                    | 0.916                                    |
| 1次減速比            | 4.058                                    | 4.058                                    | 4.058                                    | 4.058                                    |
| 最終減速比           | 3.538                                    | 3.307                                    | 2.500                                    | 2.142                                    |
| フレーム形式         | バックボーン                             | バックボーン                             | バックボーン                             | バックボーン                             |
| サスペンション（前） | テレスコピック                           | テレスコピック                           | テレスコピック                           | テレスコピック                           |
| サスペンション（後） | スイングアーム                           | スイングアーム                           | スイングアーム                           | スイングアーム                           |
| キャスター           | 26°30′                                   | 26°30′                                   | 26°30′                                   | 26°30′                                   |
| トレール             | 71.0 mm                                  | 57.0 mm                                  | 73.0 mm                                  | 57.0 mm                                  |
| タイヤ（前）         | 60/100-17 M/C 37P                        | 70/100-14 M/C 37P                        | 70/90-17 M/C 38P                         | 70/100-14 M/C 37P                        |
| タイヤ（後）         | 60/100-17 M/C 37P                        | 80/100-14 M/C 49P                        | 80/90-17 M/C 44P                         | 80/100-14 M/C 49P                        |
| ブレーキ             | 機械式リーディングトレーリング（前・後） | 機械式リーディングトレーリング（前・後） | 機械式リーディングトレーリング（前・後） | 機械式リーディングトレーリング（前・後） |
| 製造                 | 新大洲本田摩托有限公司                   | 新大洲本田摩托有限公司                   | 新大洲本田摩托有限公司                   | 新大洲本田摩托有限公司                   |
| 税込価格             | 187,950円                                | 208,950円                                | 228,900円                                | 249,900円                                |

#### 派生車種
車名もしくはペットネームにカブを含むモデルは以下の4種類が製造販売された。

##### スポーツカブ

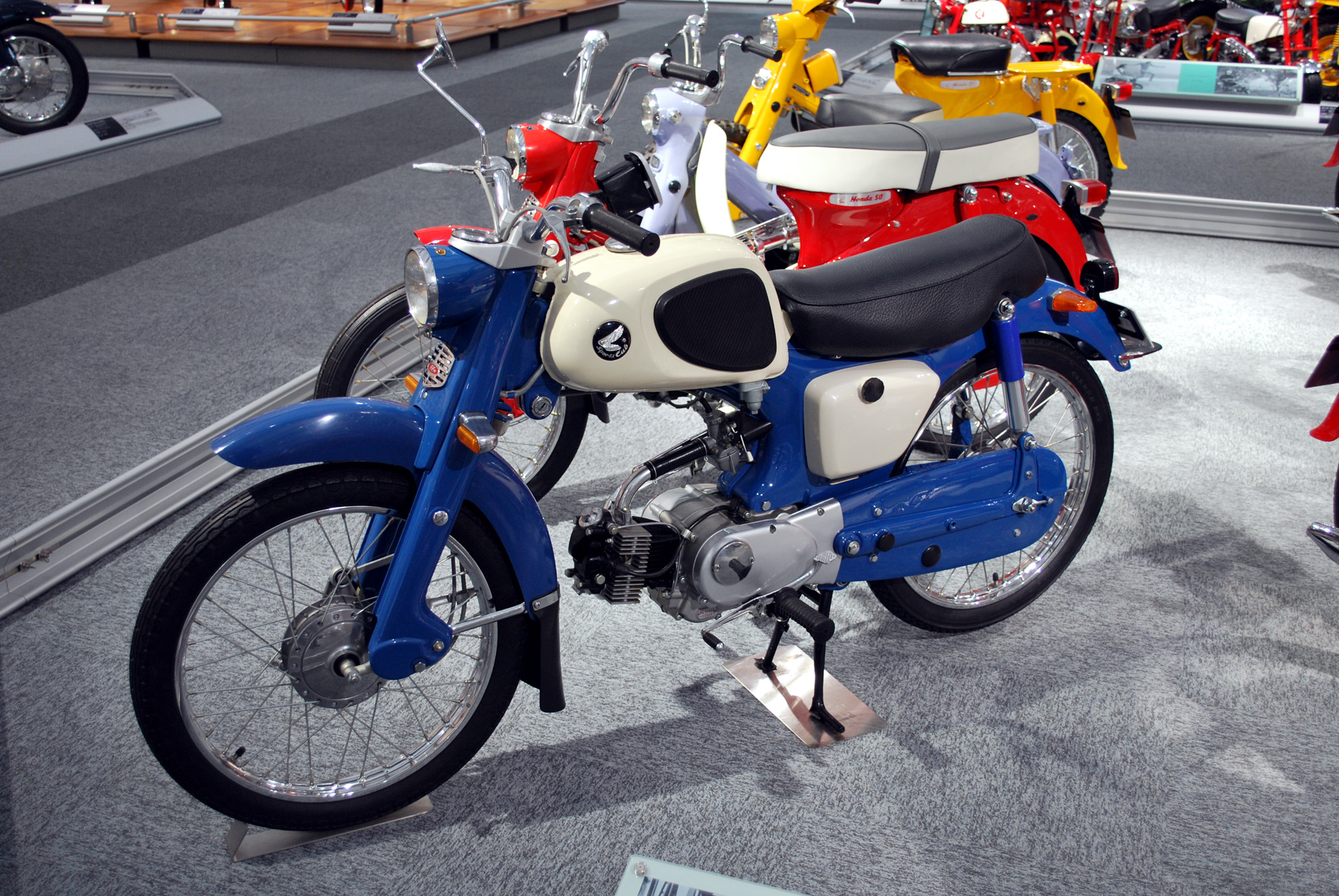
スポーツカブC110
ホンダコレクションホール所蔵車

- スポーツカブC110[37]

1960年（昭和35年）10月発売。C100のエンジンに、ハイカムシャフト・圧縮比9.5・ハイコンプピストン・大型アルミ製シリンダーヘッド・サイドドラフトキャブレターならびにロングインテークマニホールド・オイルライン変更などのチューンを施工して最高出力4.3 → 5 PS / 9,500 rpm・最大トルク0.33 → 0.39 kgf·m / 8,000 rpmへアップさせた上で、新設計のフレーム・バーハンドル・マニュアルクラッチ・ギア比を見直した3速マニュアルトランスミッション・アップマフラー・大型セミダブルシート・ラバー付き6 L燃料タンクを装着するスポーツモデル。1964年（昭和39年）にマニュアルトランスミッションを4速へ変更するマイナーチェンジを実施。
- スポーツカブC110S

1961年（昭和36年）8月発売。上述したスポーツカブC110へアップハンドル装着ならびにシングルシート + リヤキャリアを装着したモデル。
- スポーツカブC115

1961年（昭和36年）10月発売。上述したスポーツカブC110へ2人乗車を可能とするため54 ccエンジンを搭載したモデル。
- スポーツカブCS90[38]

1964年（昭和39年）7月発売。新設計の89 cc SOHCエンジンを搭載するスポーツカブC115からの実質的フルモデルチェンジ車。18インチホイール・前輪テレスコピックフォークを装着する。1965年（昭和40年）にリヤキャリア・フルチェーンカバーを装着するCS90-2、さらに脱着式ピリオンシートを装備するCS90-3を追加するが、1966年（昭和41年）のマイナーチェンジでベンリイCS90へ車名変更。
- スポーツカブCS65

1964年（昭和39年）12月発売。C65同様のSOHCエンジン搭載。上述したCS90とは異なり前輪サスペンションはボトムリンク式となる。1966年（昭和41年）のマイナーチェンジでベンリイCS65へ車名変更。
- スポーツカブCS50

1965年（昭和40年）発売。上述したCS65の車体に搭載されるSOHCエンジンの内径を44 → 39 mmへ縮小し、排気量を49 ccへダウンさせたモデル。最高出力5.2 PS / 10,250 rpm。1967年（昭和42年）にベンリイSS50へのフルモデルチェンジを実施し生産終了。

##### カブラ
連結子会社のホンダアクセスが製造する純正オプションとなるカスタマイズパーツを装着するモデル。車名はサイドカバーの形状が野菜のカブに似ていることに由来する。
1993年（平成5年）4月20日にフロントマスコット・フロントエンブレム・オリジナルシート・レッグシールド・カブラサイドカバー・ミニキャリア・カブラマーク・専用デザインヘルメットなど全12アイテムを販売店装着オプションとして発売。
1995年（平成7年）の第31回東京モーターショーにCT110をイメージしたハンターカブラを参考出品し、後に市販。1999年（平成11年）の第33回東京モーターショーにはダートトラックレース仕様にカスタマイズしたダートカブラを参考出品。また1998年（平成10年）にはリトルカブ対応用のリトルカブラならびに車両込とするコンプリートモデルを限定車として販売を行うなどバリエーションを拡大した。
2000年代以降は、サードパーティ製パーツも豊富になったこと。ホンダアクセスがオートバイ用純正オプションパーツの製造販売から撤退したこともあり、2012年（平成24年）の50 cc・110 ccモデル製造開始に伴い販売終了となった。

### 現行販売車種
以下のモデルが製造販売される。

#### 2018年モデル

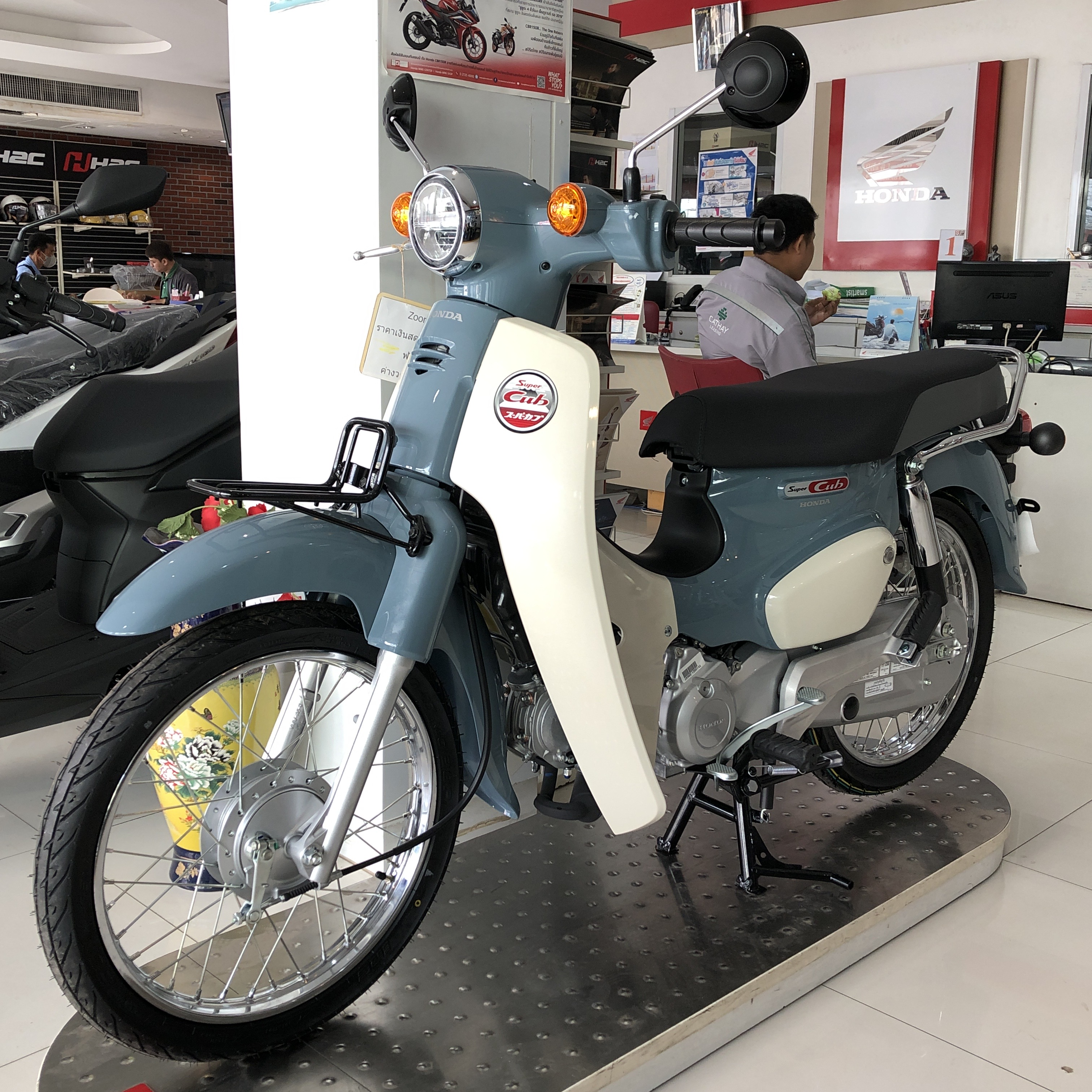
NBC110MDFR 2TH型スーパーカブ110 (タイ仕様)

平成28年自動車排出ガス規制に適合させた2012年モデルからのフルモデルチェンジ車で、2017年10月19日発表、同年11月10日発売。
搭載されるエンジンはキャリーオーバーのAA04E・JA10E型であるが、以下の仕様変更を実施した。
全モデル共通
- 車体デザインを全面変更（JBH-AA01型・EBJ-JA07型に類似したデザインに回帰）
- 生産拠点を熊本製作所へ移管
- ヘッドライトをLED化
- 交換式オイルフィルターを追加
- ドレンボルト部にスクリーンフィルターを配置
- オイルレベルゲージを挿入ガイド部に設けた形状に変更
- シートのウレタン素材と底板形状を最適化

110 ccモデル
- ドライブチェーンをサイズアップ（420→428）

プロ
- エンジン停止時でもキーをオンすることで使用可能なポジションランプを搭載

モデルバリエーションは以下の4モデルが設定された。
- スーパーカブ50（型式名：2BH-AA09）
- スーパーカブ110（型式名：2BJ-JA44）
- スーパーカブ50プロ（型式名：2BH-AA07）
- スーパーカブ110プロ（型式名：2BJ-JA42）

また上述4モデルとは別に以下の仕様が存在する。
タイ王国向け仕様
タイ・ホンダ・マニュファクチュアリングカンパニー・リミテッド（Thai Honda Manufacturing Co., Ltd）が製造するモデルコードNBC110MDFK TH。2018年モデルから本モデルがベースとなっており、2人乗りシート標準装備の一方で交換式オイルフィルターの不採用ならびにスペックに若干相違があるもののほぼ同一の車体構成でSUPER CUBの車名かつJapanese Forever Retroのコンセプトならびにキャッチコピーで2018年1月16日に発表された。
『天気の子』ver.
2019年に公開されたアニメーション映画『天気の子』に登場するキャラクターの
須賀 夏美（すが なつみ）が所有する設定の2BJ-JA44型スーパーカブ110で車体色は実在しない NATSUMI PINKのカラーリングが施された架空のモデル。
同作品を鑑賞した本田技研工業顧客向けフリーマガジンHonda Magazine編集部が感動し実車での忠実な再現を企画、ホンダモーターサイクルジャパンが車体提供し、ものづくりセンター（元・二輪R&Dセンター）が市販車同様の同じ開発体制でワンオフ製作。映画制作スタッフとのコラボレーションが実現し同年9月から開催された『天気の子』展で展示公開された。
本バージョンの市販予定は当初ないとされていたが、2020年4月6日に開始した本田技研工業のバイクレンタルシステムHondaGO BIKE RENTALの原付二種クラスでレンタル専用モデルとして設定された。レンタル専用モデルは、専用ステッカーが装着されるほか、2020年モデルをベースとするためテールランプが二輪車灯火器基準に関する法規対応を施したタイプへ変更するなど、ワンオフで製作されたものとは若干の差異があるものの同年6月末までに日本国内約250店での利用が可能となった。本モデルは好評につき同年7月23日から同年10月31日まで受注期間限定の上50・110モデルがHondaGO BIKE RENTAL加盟店のみで市販された。

##### 遍歴
2017年10月19日発表 同年11月10日発売
以下の車体色を設定。
- スーパーカブ50
  -  パールシャイニングイエロー
  -  バージンベージュ
  -  ムーンストーンシルバーメタリック
  -  タスマニアグリーンメタリック
  -  アーベインデニムブルーメタリック

- スーパーカブ110
  -  グリントウェーブブルーメタリック
  -  クラシカルホワイト
  -  バージンベージュ
  -  タスマニアグリーンメタリック
  -  アーベインデニムブルーメタリック

- スーパーカブ50プロ/スーパーカブ110プロ
  -  セイシェルナイトブルー

2018年8月1日発表

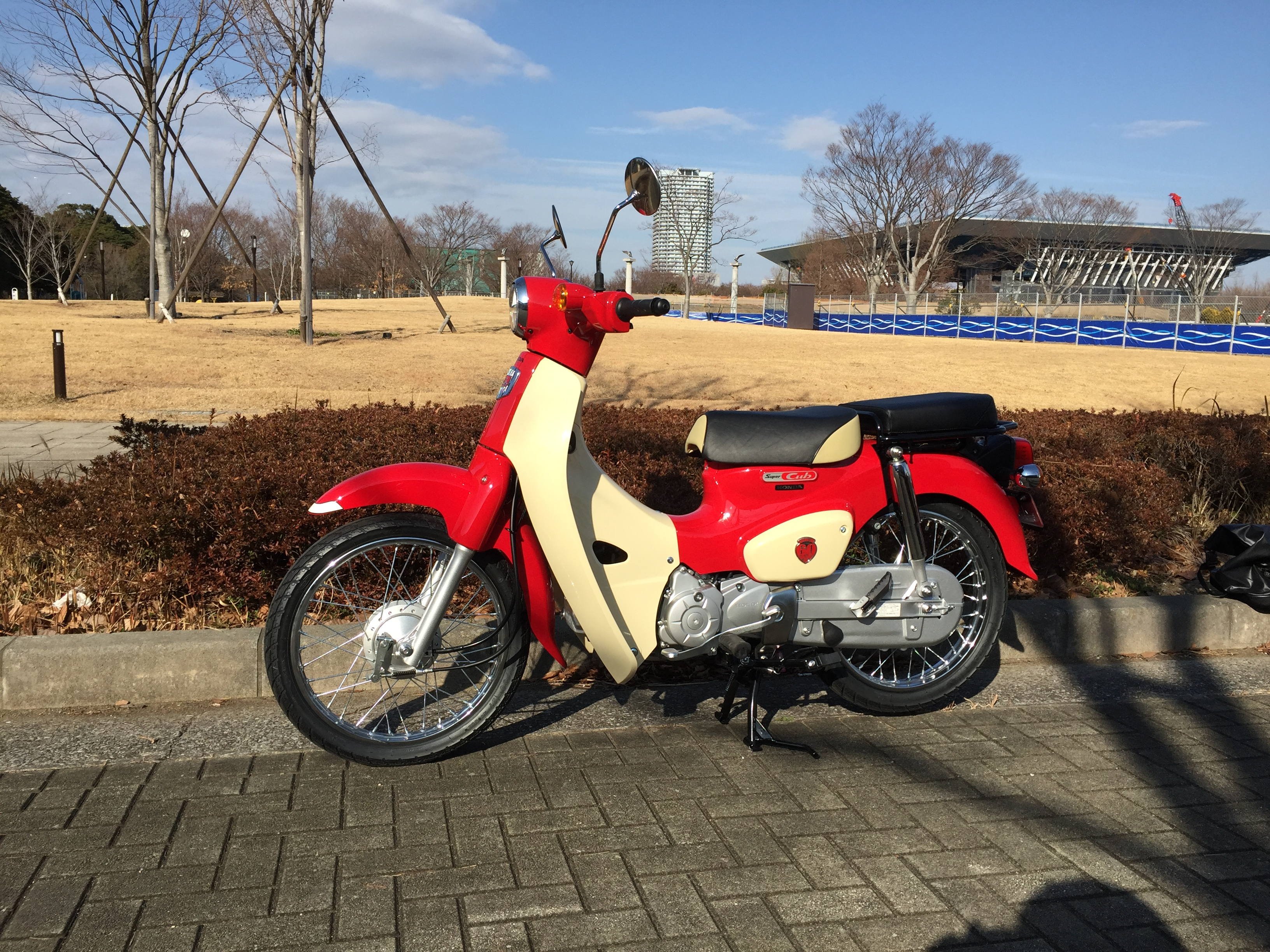
スーパーカブ110
60周年アニバーサリーモデル

同日から同年10月31日までの受注期間限定で以下の仕様変更を実施した60周年アニバーサリーをスーパーカブ50/110に設定し標準モデルに対して税込10,800円高で同年11月22日に発売。
- 専用車体色： マグナレッド
- 60周年記念エンブレムをサイドカバーとキーにそれぞれ採用
- ツートーン仕様シート
- リヤキャリアをブラック塗装化

2019年2月26日発表
同日から同年6月30日までの受注期間限定で以下の仕様変更を実施したストリートをスーパーカブ50/110に設定し標準モデルに対して税込10,800円高で同年3月15日に発売。
- 専用車体色： ボニーブルー/ ハーベストベージュ
- レッグシールドをそれぞれの車体色と同色化
- サイドカバー・クランクケースカバー・リヤキャリア・前後輪ハブ・スイングアーム・チェーンケースをブラック塗装化
- フロントカバーエンブレム・メーター縁取リングをクロームメッキ施工
- シート後部側面に白のパイピングを施したモノグラムデザインツートーンシート
- 歴代モデルに採用されたロゴやスーパーカブを模式化した図案などをあしらったスペシャルキー

2020年4月17日発表 同年5月22日発売
110・110プロで以下の仕様変更を実施。
- 二輪車灯火器基準に関する法規対応を施したテールランプへ変更
- 110の車体色に以下のバリエーションを追加
  -  パールフラッシュイエロー

2020年7月7日発表
同月23日から同年10月31日まで受注期間限定の上で50・110モデルに上述した『天気の子』ver.を設定しHondaGO BIKE RENTAL加盟店のみで販売。
- 専用車体色： サマーピンク[注 47]
- 専用ステッカーをレッグシールド内側上部に配置
- シートは専用のブラウン色

2022年3月28日発表
110で以下の仕様変更を実施し、型式名が8BJ-JA59に変更となった。
- 最新の排出ガス規制（令和2年排ガス規制）に対応した新エンジン（JA59E型）を搭載
- 前輪ディスクブレーキを標準装備
- フロントのみに作用するABSを採用
- 前後輪にキャストホイールとチューブレスタイヤを採用
- メーター内にギアポジションや時計などを表示する機能を追加
- アーベインデニムブルーメタリックの車体色を廃止。

2022年4月15日発表
110プロで110に準じた仕様変更を実施し、型式名が8BJ-JA61に変更となった。
2022年5月19日発表
50・50プロで以下の仕様変更を実施。
- マフラープロテクターおよびリアキャリア（50のみ）の塗色をブラックに変更。
- 50の車体色の変更（パールシャイニングイエロー、ムーンストーンシルバーメタリック、アーベインデニムブルーメタリックを廃止し、グリントウェーブブルーメタリックを追加）。

2023年11月9日発表
カラーバリエーションの追加として、スーパーカブ110に「フレアオレンジメタリック」を新たに設定。

##### 諸元
| 車名                    | スーパーカブ50                   | スーパーカブ50プロ               | スーパーカブ110                  | スーパーカブ110プロ              |
| ----------------------- | -------------------------------- | -------------------------------- | -------------------------------- | -------------------------------- |
| 型式                    | 2BH-AA09                         | 2BH-AA07                         | 8BJ-JA59                         | 8BJ-JA61                         |
| 全長×全幅×全高(mm)      | 1,860 × 695 × 1,040              | 1,860 × 720 × 1,050              | 1,860 × 705 × 1,040              | 1,860 × 730 × 1,065              |
| ホイールベース          | 1,210 mm                         | 1,225 mm                         | 1,205 mm                         | 1,225 mm                         |
| 最低地上高              | 135 mm                           | 131 mm                           | 138 mm                           | 130 mm                           |
| 最小回転半径            | 1,900 mm                         | 1,900 mm                         | 1,900 mm                         | 1,900 mm                         |
| シート高                | 735 mm                           | 740 mm                           | 738 mm                           | 740 mm                           |
| 車両重量                | 96 kg                            | 108 kg                           | 101 kg                           | 111 kg                           |
| 乗車定員                | 1人                              | 1人                              | 2人                              | 1人                              |
| 定地走行燃費            | 105.0 km/L                       | 93.0 km/L                        | 68.0 km/L                        | 68.5 km/L                        |
| WMTCモード値（クラス1） | 69.4 km/L                        | 69.4 km/L                        | 67.9 km/L                        | 67.4 km/L                        |
| エンジン型式            | AA04E                            | AA04E                            | JA59E                            | JA59E                            |
| 構造                    | 空冷4ストロークSOHC単気筒        | 空冷4ストロークSOHC単気筒        | 空冷4ストロークSOHC単気筒        | 空冷4ストロークSOHC単気筒        |
| 総排気量                | 49 cc                            | 49 cc                            | 109 cc                           | 109 cc                           |
| 内径×行程               | 37.8 mm × 44.0 mm                | 37.8 mm × 44.0 mm                | 47.0 mm × 63.1 mm                | 47.0 mm × 63.1 mm                |
| 圧縮比                  | 10.0                             | 10.0                             | 10.0                             | 10.0                             |
| 最高出力                | 3.7 PS (2.7 kW) / 7,500 rpm      | 3.7 PS (2.7 kW) / 7,500 rpm      | 8.0 PS (5.9 kW) / 7,500 rpm      | 8.0 PS (5.9 kW) / 7,500 rpm      |
| 最大トルク              | 0.39 kgf·m (3.8 N·m) / 5,500 rpm | 0.39 kgf·m (3.8 N·m) / 5,500 rpm | 0.90 kgf·m (8.8 N·m) / 5,500 rpm | 0.90 kgf·m (8.8 N·m) / 5,500 rpm |
| 点火方式                | フルトランジスタ式バッテリー点火 | フルトランジスタ式バッテリー点火 | フルトランジスタ式バッテリー点火 | フルトランジスタ式バッテリー点火 |
| 燃料供給                | 電子式燃料噴射装置(PGM-FI)       | 電子式燃料噴射装置(PGM-FI)       | 電子式燃料噴射装置(PGM-FI)       | 電子式燃料噴射装置(PGM-FI)       |
| 始動方式                | セルフ・キック併用               | セルフ・キック併用               | セルフ・キック併用               | セルフ・キック併用               |
| 潤滑方式                | 圧送飛沫併用式                   | 圧送飛沫併用式                   | 圧送飛沫併用式                   | 圧送飛沫併用式                   |
| 燃料タンク容量          | 4.3 L                            | 4.3 L                            | 4.1 L                            | 4.1 L                            |
| クラッチ                | 自動遠心                         | 自動遠心                         | 自動遠心                         | 自動遠心                         |
| 変速方式                | リターン(停止時のみロータリー)   | リターン(停止時のみロータリー)   | リターン(停止時のみロータリー)   | リターン(停止時のみロータリー)   |
| トランスミッション      | 常時噛合4段                      | 常時噛合4段                      | 常時噛合4段                      | 常時噛合4段                      |
| 1速                     | 3.181                            | 3.181                            | 3.142                            | 3.142                            |
| 2速                     | 1.705                            | 1.705                            | 1.833                            | 1.833                            |
| 3速                     | 1.190                            | 1.190                            | 1.333                            | 1.333                            |
| 4速                     | 0.916                            | 0.916                            | 1.071                            | 1.071                            |
| 1次減速比               | 4.058                            | 4.058                            | 3.421                            | 3.421                            |
| 最終減速比              | 3.538                            | 3.307                            | 2.500                            | 2.142                            |
| フレーム形式            | バックボーン                     | バックボーン                     | バックボーン                     | バックボーン                     |
| サスペンション（前）    | テレスコピック                   | テレスコピック                   | テレスコピック                   | テレスコピック                   |
| サスペンション（後）    | スイングアーム                   | スイングアーム                   | スイングアーム                   | スイングアーム                   |
| キャスター              | 26°30′                           | 26°30′                           | 26°30′                           | 26°30′                           |
| トレール                | 72.0 mm                          | 57.0 mm                          | 73.0 mm                          | 57.0 mm                          |
| タイヤ（前）            | 60/100-17 M/C 37P                | 70/100-14 M/C 37P                | 70/90-17 M/C 38P                 | 70/100-14 M/C 37P                |
| タイヤ（後）            | 60/100-17 M/C 37P                | 80/100-14 M/C 49P                | 80/90-17 M/C 50P                 | 80/100-14 M/C 49P                |
| ブレーキ（前）          | 機械式リーディングトレーリング   | 機械式リーディングトレーリング   | 油圧式ディスク(ABS)              | 油圧式ディスク(ABS)              |
| ブレーキ（後）          | 機械式リーディングトレーリング   | 機械式リーディングトレーリング   | 機械式リーディングトレーリング   | 機械式リーディングトレーリング   |
| 製造                    | 本田技研工業熊本製作所           | 本田技研工業熊本製作所           | 本田技研工業熊本製作所           | 本田技研工業熊本製作所           |
| 税込価格                | 247,500円                        | 269,500円                        | 302,500円                        | 346,500円                        |

#### クロスカブ
使い勝手の良さや信頼性の高さなどからビジネスユースだけでなく、乗る人の個性を演出するアイテムとしても愛用されてきたスーパーカブの趣味性をよりフィーチャーし、アウトドアスタイリングをもたせた新感覚のクロスオーバータイプ。2012年で生産終了となった海外向け輸出仕様のCT110（ハンターカブ）の実質的後継と位置付けられ、2012年モデルをベースにした初代ならびに2018年モデルをベースにした2代目が存在する。
スーパーカブとはフレームを共用しながらもポップなカラーリング・スチール製フェンダー・大型アップハンドル・独立タイプの丸型ヘッドライトなどを装着して差別化を実施した。またリヤドラムブレーキ径を130 mmに大型化した上で、最低地上高を標準モデルに比較してEBJ-JA10型では20 mm高い155 mm、2BJ-JA45型では157 mmに設定。ステップもオフロードでの使用を考慮した可倒式を採用する。

##### EBJ-JA10型
2012年モデルならびにオーストラリア向け郵政モデルのNBC110 POSTIEをベースにした初代モデルで、車名はクロスカブである。本モデルは新大洲本田摩托有限公司による生産ならびに排気量109 ccモデルのみが設定され型式も共通のEBJ-JA10であるが、車体番号はJA10-400****に区分される。またCT110とは異なり、副変速は未搭載であり、レッグシールドを装備するという差異がある。
遍歴
2012年11月11日
東京都港区南青山のHondaウエルカムプラザ青山で開催されたカフェカブ青山 2012にコンセプトモデルとして初公開。
2013年5月22日発表 同年6月14日発売
年間販売目標3,000台で以下の車体色を設定
- パールコーンイエロー
- ファイティングレッド

2014年12月5日発表 同月12日発売
以下の車体色を追加
- ボスグレーメタリック

2017年8月31日
上述したリトルカブならびに2012年モデルと同様の理由で生産終了。

##### 2BJ-JA45型（→8BJ-JA60型）・2BH-AA06型
平成28年自動車排出ガス適合のフルモデルチェンジを実施した2代目モデル。上述した2018年モデル同様に生産拠点を熊本製作所へ移管ならびにヘッドライトLED化・オイルフィルター装着など改良のほか、事実上のリトルカブの後継として新たに50 ccモデルを追加したことから車名が、クロスカブ110・クロスカブ50となった。型式名は110が2BJ-JA45、50が2BH-AA06であるが、110はスーパーカブ110をベースにするため前後17インチ、50はスーパーカブ50プロをベースにするため前後14インチとしたほか、初代モデルからは以下の差異がある。
- 110は乗車定員を1名 → 2名へ変更しスイングアームにタンデムステップを装着
- 110はホイールリムならびにブレーキハブにマッドブラック塗装を施工
- 新たにマッドガードを標準装備化し50は前輪に110は前後輪に装着
- レッグシールドを廃止
- ボディー両サイドに取り外し可能なサイドカバーを採用
- マフラーにスリットが入ったヒートガードを装着

遍歴
2017年10月17日 - 11月5日
第45回東京モーターショーに市販予定車としてクロスカブ110を展示
2018年2月5日発表 同月23日発売
50・110合せ年間販売目標5,200台とし以下の車体色を設定
- マグナレッド
- クラシカルホワイト（50のみ）
- パールシャイニングイエロー（110のみ）
- カムフラージュグリーン（110のみ）

2019年3月12日発表
同年6月21日発売で50・110にくまモンバージョンを追加
- 専用車体色
- 価格は標準車に対して消費税8 %込10,800円高
- 年間販売目標2,700台

同年7月19日発売で従来各モデルの専用色であったクラシカルホワイトならびにカムフラージュグリーンを50・110の共通色に変更
- 年間販売目標5,000台

2020年4月17日発表 同年6月19日発売
110で以下の仕様変更を実施。
- 二輪車灯火器基準に関する法規対応を施したテールランプへ変更
- マグナレッドの車体色を廃止

2021年5月14日発表 同年7月22日発売
110の新規車体色として プコブルーを2000台限定で発売。
2022年3月28日発表 同年4月14日発売
110で以下の仕様変更を実施し、型式名が8BJ-JA60に変更となった。
- 令和2年排出ガス規制に対応した新エンジン（JA59E型）を搭載
- 前輪ディスクブレーキを標準装備
- フロントのみに作用するABSを採用
- 前後輪にキャストホイールとチューブレスタイヤを採用
- メーター内にギアポジションや時計などを表示する機能を追加
- 従来の車体色を刷新し、限定色だったプコブルーを定番色に採用したうえで、 マットアーマードグリーンメタリックと パールディープマットグレー、 グラファイトブラック（くまモンバージョン専用色）に変更

2022年5月19日発表 同年6月27日発売
50で以下の仕様変更を実施。
- マフラープロテクターの塗色をブラックに変更
- 車体色を110で採用したマットアーマードグリーンメタリックとパールディープマットグレー、グラファイトブラック（くまモンバージョン専用色）に変更

2023年11月9日発表 同年12月14日発売
カラーバリエーションの追加として、スーパーカブ110に「フレアオレンジメタリック」を、クロスカブ110に「マットジーンズブルーメタリック」を新たに設定。

##### 諸元
| 車名                    | クロスカブ                       | クロスカブ110                    | クロスカブ50                     |
| ----------------------- | -------------------------------- | -------------------------------- | -------------------------------- |
| モデルイヤー            | 2013                             | 2022                             | 2022                             |
| 型式                    | EBJ-JA10                         | 8BJ-JA60                         | 2BH-AA06                         |
| 全長×全幅×全高（mm）    | 1,945 × 815 × 1,150              | 1,935 × 795 × 1,110              | 1,840 × 720 × 1,090              |
| ホイールベース（mm）    | 1,225                            | 1,230                            | 1,225                            |
| 最低地上高（mm）        | 155                              | 163                              | 131                              |
| 最小回転半径（mm）      | 1,900                            | 2,000                            | 1,900                            |
| シート高（mm）          | 784                              | 784                              | 740                              |
| 車両重量（kg）          | 105                              | 107                              | 100                              |
| 乗車定員（人）          | 1                                | 2                                | 1                                |
| 定地走行燃費            | 62.5 km/L                        | 67.0 km/L                        | 94.0 km/L                        |
| WMTCモード値（クラス1） | 67.9 km/L                        | 67.9 km/L                        | 69.4 km/L                        |
| エンジン型式            | JA10E                            | JA59E                            | AA04E                            |
| 構造                    | 空冷4ストロークSOHC単気筒        | 空冷4ストロークSOHC単気筒        | 空冷4ストロークSOHC単気筒        |
| 総排気量                | 109 cc                           | 109 cc                           | 49 cc                            |
| 内径×行程（mm）         | 50.0 × 55.6                      | 47.0 × 63.1                      | 37.8 × 44.0                      |
| 圧縮比                  | 9.0                              | 10.0                             | 10.0                             |
| 最高出力                | 8.0 PS (5.9 kW) / 7,500 rpm      | 8.0 PS (5.9 kW) / 7,500 rpm      | 3.7 PS (2.7 kW) / 7,500 rpm      |
| 最大トルク              | 0.87 kgf·m (8.5 N·m) / 5,500 rpm | 0.90 kgf·m (8.8 N·m) / 5,500 rpm | 0.39 kgf·m (3.8 N·m) / 5,500 rpm |
| 点火方式                | フルトランジスタ式バッテリー点火 | フルトランジスタ式バッテリー点火 | フルトランジスタ式バッテリー点火 |
| 燃料供給                | PGM-FI電子式燃料噴射装置         | PGM-FI電子式燃料噴射装置         | PGM-FI電子式燃料噴射装置         |
| 始動方式                | セルフ・キック併用               | セルフ・キック併用               | セルフ・キック併用               |
| 潤滑方式                | 圧送飛沫併用式                   | 圧送飛沫併用式                   | 圧送飛沫併用式                   |
| 燃料タンク容量          | 4.3 L                            | 4.1 L                            | 4.3 L                            |
| クラッチ                | 自動遠心                         | 自動遠心                         | 自動遠心                         |
| 変速方式                | リターン（停止時のみロータリー） | リターン（停止時のみロータリー） | リターン（停止時のみロータリー） |
| トランスミッション      | 常時噛合4段                      | 常時噛合4段                      | 常時噛合4段                      |
| 1速                     | 3.181                            | 3.142                            | 2.615                            |
| 2速                     | 1.705                            | 1.833                            | 1.555                            |
| 3速                     | 1.190                            | 1.333                            | 1.136                            |
| 4速                     | 0.916                            | 1.071                            | 0.916                            |
| 1次減速比               | 4.058                            | 3.421                            | 4.058                            |
| 2次減速比               | 2.642                            | 2.642                            | 3.307                            |
| フレーム形式            | バックボーン                     | バックボーン                     | バックボーン                     |
| サスペンション（前）    | テレスコピック                   | テレスコピック                   | テレスコピック                   |
| サスペンション（後）    | スイングアーム                   | スイングアーム                   | スイングアーム                   |
| キャスター              | 27°00′                           | 27°00′                           | 26°00′                           |
| トレール（mm）          | 82.0                             | 78.0                             | 57.0                             |
| タイヤ（前）            | 2.75-17 41P                      | 80/90-17 M/C 41P                 | 70/100-14 M/C 37P                |
| タイヤ（後）            | 2.75-17 41P                      | 80/90-17 M/C 41P                 | 80/100-14 M/C 49P                |
| ブレーキ（前）          | 機械式リーディングトレーリング   | 油圧式ディスク(ABS)              | 機械式リーディングトレーリング   |
| ブレーキ（後）          | 機械式リーディングトレーリング   | 機械式リーディングトレーリング   | 機械式リーディングトレーリング   |
| 製造                    | 新大洲本田摩托有限公司           | 本田技研工業熊本製作所           | 本田技研工業熊本製作所           |
| 税込価格                | 286,200円                        | 363,000円                        | 308,000円                        |

#### C125
型式名2BJ-JA48。後述するコンセプトモデル1億台記念車と同様の意図で製作され、2017年の第45回東京モーターショー参考出品を経て、2018年06月28日にタイホンダ・マニュファクチュアリングカンパニー・リミテッド（Thai Honda Manufacturing Co., Ltd.）が製造し、本田技研工業が輸入事業者となる形で同年9月14日から販売開始されることが発表された排気量124 ccのモデルである。
快適・上質をコンセプトにキャストホイール・前輪ディスクブレーキ・スチール製リヤフェンダーを装着するほか、余裕のある走りを目指しバックボーンフレームに搭載されるJA48E型空冷4ストロークSOHC単気筒前傾80°シリンダーエンジンの内径×行程 = 52.4 × 57.9（mm）・圧縮比9.3・排気量124 cc・PGM-FI電子制御式燃料噴射装置による燃料供給はグロム用JC75E型・モンキー125用JB02E型と共通であり、出力特性を本モデル用にチューニングし最高出力7.1 kW〔9.7 PS〕/ 7,500 rpm・最大トルク10 N·m〔1.0 kgf·m〕/ 5,000 rpmのスペックを発揮。また始動方式はキックスターターを廃止し本シリーズ初のセルフ式のみとしたほか、コンポーネンツや基本設計の一部は2BJ-JC75型グロム・2BJ-JB02型モンキー125と共用しており、4速マニュアルトランスミッションは共通。なお1次/2次減速比は 3.363 / 2.571 にしたほか、燃料タンク容量は3.7 Lに設定した。
車体は初代モデルC100をモチーフにし、車体色も同様に パールニルタバブルーのみを設定、さらにエンブレムはオールドタイプのウイングマークとするなどレトロ感を追求する一方で、ハンドルマウント・シートマウント・ステップ踏面にラバーを採用し振動低減を図ったほか、スマートキー・灯火類のLED化・計器類のアナログ・デジタル併用化など最新装備の装着を実施。全長×全幅×全高：1,915 × 720 × 1,000（mm）・車重：110 kg・キャスター角：26°30´・トレール量：71 mm・ホイールベース：1,245 mm・最低地上高：125 mm・シート高780 mmに設定し、タイヤサイズは前輪：70/90・後輪：80/90の17インチとした。
年間販売目標は3,000台とし、消費税 8 %込希望小売価格を399,600円に設定した。
2019年5月30日発表、同年6月21日発売
車体色に パールカデットグレーを追加。
2020年6月12日発表、同年7月31日発売
車体色に パールシャイニングブラックを追加。
2021年9月16日発表、同年9月27日発売
以下の仕様変更を実施し、型式名が8BJ-JA58型に変更となった。
- 令和2年排出ガス規制に対応した新エンジン（JA58E型）を搭載。
- フロントのみに作用するABSを採用。
- パールカデットグレー、パールシャイニングブラックの車体色を廃止し、 パールネビュラレッドを新たに設定。

2023年1月20日発表、同年2月16日発売（予定）
車体色に マットアクシスグレーメタリックを追加。パールニルタバブルーを廃止し、パールカデットグレーを再設定。
2024年2月15日発表、同年3月28日発売（予定）
パールカデットグレーを廃止し、 パールボスポラスブルーを追加。

#### CT125・ハンターカブ
詳細はホンダ・CT110#CT125・ハンターカブを参照のこと。

#### MDシリーズ
1972年8月に当時の郵政省（ → 郵政事業庁 → 日本郵政公社 → 現・日本郵便）と共同開発した郵便事業用に特化させたバリエーションである。
MDはメイル デリバリーの略称・型式・バリエーション名であり、本田技研工業社内ではスーパーカブ デリバリー、日本郵便ではMD90 郵政機動車、一般的には郵便カブもしくは郵政カブとも呼ばれる。また車体色は専用の郵政レッドである。
集配および貯金保険業務用営業かばんの装着用にフックが着いたフロントキャリア・積載に対応する大型化リヤキャリやハイマウントタイプのヘッドライトとウインカー・バーハンドル・サスペンションならびにサイドスタンドの強化・狭小路での取り回しを考慮した前後14インチタイヤ・グリップヒーター（一部暖地向けは省略）・寒冷時始動性向上およびアイシング防止用キャブヒーターなどの特化装備が施される。
集配用・貯金保険用の区分も存在する。郵政民営化以後は郵便事業株式会社が集配業務、郵便局が貯金・保険に分割されたが、両者は制服・荷台箱の識別番号・社名ロゴで識別が可能である。
2008年には2011年から後継車両として電動スクーターEV-neoを製造販売する計画を発表。日本郵政も導入を検討していることが報道されたが、法規制や耐久性などの実用面をクリアする必要があり、当面は従来からの郵政仕様車を存続させる方針が採られた。
2016年12月には導入45周年記念のミニチュアモデル付記念切手を発売。
2017年には電動車両による配達に向けて充電ステーションを郵便局に設置するなどの実証実験を行うため日本郵便と本田技研工業が協業することで合意した。
2019年に前述のEV-neoに代わる電動スクーターベンリィe:が発表され、日本郵便はそれの郵便配達業務専用の特別仕様車を徐々に導入し始めている。

##### 注意点
郵政との共同開発による特化仕様車のため、一般個人・法人への販売はされておらず新車での購入は不可能であるが、用途廃止となった放出中古車の入手は可能であり、専門に取り扱う販売店も存在する。
また日本郵便では内規によりそのままの車体色で払い下げることを禁止していることから、廃棄時にはスプレーなどで赤色以外にペイントされる。払下げ後に郵政レッドの車体色へ復元しての登録や公道走行に法的規制は無いが、郵便マーク（〒）を除去しない場合は刑法第166条（公記号偽造及び不正使用等）に抵触する。
また本田技研工業が主催並びに有志が主催するミーティング等のスーパーカブ関連のイベントには、郵政レッドもしくはそれに準ずる赤色に塗装した車両は参加を禁じられていることが多い。

##### 変遷
MD採用前の1968年頃にC90Z「郵政省向特別車」が製造納入された。同車はC90一般仕様に以下の変更を実施したものである。
- 大型特製キャリアをフロント・リアに装備。
- ヘッドライトをハンドル上部に移設。
- 大型補助サイドスタンドを装備。
- フロントブレーキにパーキングロック機能を装備。
- 車体色を赤に変更。

その後1971年にC90と輸出仕様のCT90をベースにテレスコピック式フロントサスペンション・アップハンドル・前後輪17インチタイヤ・フロント特製キャリヤ・リヤ大型キャリヤを装備した型式名MD90（K0）を生産開始。
続いて1972年に以下の変更を実施したMD90（K1）に移行した。
- アップハンドル装着。
- ステアリングステム上部メーター内蔵型ヘッドライト。
- 前後輪14インチ化。
- 前後キャリアを大型化。
- サイドスタンドを強化。
- フロントフェンダー・シートの形状変更。
- 集配用・貯金保険用の区分。

また、MD90に引き続き原付免許所持者でも乗れるMD50（K0）や70 ccエンジンを搭載するMD70（K0）の生産が開始され、MDシリーズは50 cc・70 cc・90 ccのラインナップとなった。以後の大きな変更を以下に示す。
- 1977年

フロントフェンダー・キャリアの形状変更。
標準・寒冷地・沖縄の仕向け地別仕様の設定。
- 1980年

スーパーカブがフレーム内蔵燃料タンクへ変更後も別体タンク旧フレームを継続。
スーパーカブ90が85 cc新設計エンジンに換装されHA02にモデルチェンジされるもMD90ではCS90をベースとした旧C90系のエンジンを継続。
- 1987年

点火方式をCDI化・電装12 V化・MFバッテリーの搭載。
- 1998年

排出ガス規制対策を実施。
- 2004年

MD70の製造終了。
- 2007年

MD50の燃料供給をインジェクション化。
- 2008年

MD90の製造終了。
- 2009年

MD90のモデルチェンジ車としてスーパーカブ110PROをベースにしたスーパーカブ110MDの生産を開始。同車は共通設計のため型式はEBL-JA07となる。
- 2011年

MD50・スーパーカブ110MDの製造終了。
- 2012年

ベース車のスーパーカブモデルチェンジにより、50 cc・110 ccモデルの共通車体化を実施。郵政向け仕様は、一般向けPROをベースにしたスーパーカブ50MD・スーパーカブ110MDへ移行。型式名は一般向け同様のEBH-AA04型・EBJ-JA10型であるが、MDシリーズのみ組立は中華人民共和国で行わずに引続き熊本製作所で行われた。
- 2017年

平成28年自動車排出ガス規制に伴いEBH-AA04型・EBJ-JA10型が生産終了。上述した2018年モデル一般向けPROをベースにしたスーパーカブ50MD・スーパーカブ110MDへモデルチェンジ。型式名は2BH-AA08型・2BJ-JA43型となる。

## 関連車種
搭載される横型単気筒エンジンは汎用性の点で流用され、以下の姉妹車とも呼ぶべき車種が生産された。これらの車種のうちモンキーシリーズは狭義の4MINIと呼ばれる車種群を形成、広義では下記の車種すべてを含むスーパーカブシリーズ全般に及ぶ。

### 現行販売車種
- グロム（MSX125）[注 58]
- モンキー125
- ダックス（ST125）
- ハンターカブ（CT125）
- スーパーカブ（海外専売車種 タイ・ホンダ・マニュファクチュアリングカンパニー・リミテッドが製造）
- スーパードリーム（海外専売車種 ホンダ・ベトナム（Honda Vietnam Co., Ltd.）が製造[注 59]）
- ドリーム125（海外専売車種 ホンダ・カンボジア（NCX Co., Ltd.）が製造）
- ウェーブ（海外専売車種）
- ビズ（海外専売車種）
- ポップ（海外専売車種）
- XRM（海外専売車種）
- CRF50F/110F（モトクロス競技専用車種）

### 販売終了車種
- モンキー（50 ccモデル）
- ゴリラ
- マグナ50
- ベンリイシリーズ（CD50・65・70・90）
- シャリィ（CF50・CF70）
- ダックス（ST50・ST70・ST90）
- ハンターカブ（CT50・CT90・CT110）
- ポートカブ（C240）
- ジャズ
- ソロ
- ジョルカブ
- モトラ
- ナイス（海外専売車種）
- スマイル（海外専売車種）
- ブラボー（海外専売車種）
- SL70
- XL70
- ATC70
- CRF70F（モトクロス競技専用車種）

## 国際市場において
国内ではC100型が販売開始された1960年代以降にはライバルメーカーのヤマハ発動機がメイト、スズキがバーディーなどの類似モデルのほか、国内市場向けでは川崎重工業グループの二輪製造部門（現・カワサキモータース）が、1961年 - 1963年にかけて川崎航空機工業（現・川崎重工業航空宇宙システムカンパニー）明石工場で井関農機向けOEMとしてペット50やタフ50 / 55の商標で製造したほか、東南アジア市場向けに自社ブランドで販売した実績がある。
- 2000年代になり、これら類似モデルもスーパーカブ派生のウェーブ同様にスクーター風外装を施したモデルに移行しており、さらなる派生として排気量を130 - 150 ccへ拡大化および左手操作によるマニュアルクラッチならびにリターン式シフトパターンを採用した上で多段化したマニュアルトランスミッションを搭載するスポーティモデルも製造販売された。

結果として小型実用オートバイ市場にひとつのカテゴリを確立させたことからも圧倒的な知名度から、国内のみならず海外にも多数存在するデザイン・設計が類似する後発競合モデルは「ヤマハのカブ」や「スズキのカブ」とも呼称するカテゴリ名としても使われ、ベトナムではオートバイはすべて一般名詞として「ホンダ」と呼び「ヤマハのホンダ…」といった使われ方がされる。
耐久性・経済性において卓越した実用小型オートバイであることから、世界各国への輸出および現地生産が行われた。
輸出は1959年に北米地区向けから開始。「バイクはアウトローの乗り物」という社会的イメージの強かった北米でその先入観を払拭すべく「良識ある市民の実用的使用」をマーケティングイメージとし、YOU MEET THE NICEST PEOPLE ON A HONDA（ホンダに乗ると素晴しい人びとに会える）あるいはTHE NICEST THINGS HAPPEN ON A HONDA（ホンダに乗ると素晴しいことが起きる）というキャッチフレーズの「ナイセスト・ピープル・キャンペーン」で一般市民へアピール、軽便バイクとして人気を得た。これは広告キャンペーンとして大いに成功したモデルケースと言われる事例で、これによりオートバイのイメージ向上にも貢献し、「ホンダ」の北米市場での認知度と社会的評価を高めた。
- このほかザ・ビーチ・ボーイズが、1964年にタイアップなど皆無のままスーパーカブを走らせる楽しさを歌った「リトル・ホンダ[注 61]」を制作し、アルバム「オール・サマー・ロング」に収録した[注 62]。

北米地区向け輸出は一度終了していたが、後にC125の発売と共に、2019年から北米への輸出を再開している。
北米市場での成功を受け、続いて1961年より大韓民国の起亜産業(バイク部門は現:DNAモータース)や中華民国（台湾）で現地生産を開始。1960年代以降の東南アジアでは、カブのみならずビジネスバイク全体を普及させる端緒ともなった。扱いやすさや経済性のみならずメーカーの想定範囲や先進国の安全常識では到底考えられない異常な酷使や過積載にも耐えてしまう高い信頼性により、オートバイを生活の道具として重要視する発展途上国の大衆ユーザーたちから強い支持を得た。
20世紀末期以降の海外市場では、タイなどでの現地生産車を含めたカブシリーズの中心は実用性向上や税制・運転免許制度などの理由から派生車種であるドリームやウェーブなどの100 - 125 ccクラスへ移行しており、日本の主力となる50 ccモデルは海外では極めて少数で90 ccは日本国内市場向けのみの生産となった。
2018年現在、東南アジアにおける販売台数のうちスーパーカブが占める割合はベトナムで48 %、タイ王国で51 %である。一方でインドネシアなど渋滞の激しい都市を抱える地域ではスクータータイプのオートマチックトランスミッション車が主流になりつつあるが、スーパーカブはスクーターと比べて安価であり根強い人気がある。
- スーパーカブのAT化という観点では[注 65]、2009年9月にスクーターで採用される変速機構をスーパーカブ系エンジンに組み込むため小型化したゴムベルト式無段変速機CVマチックを開発し[85][86]。2010年にタイホンダ・マニュファクチュアリングカンパニー・リミテッドが製造する派生車種のWAVE110にCVマチックを搭載したWave110i AT[87]をASEAN各国で発売した。しかし販売価格が通常モデルより高額な上、動力伝達にゴムベルトとチェーンを併用するためメンテナンスコストも割高となるなどの理由から、数年で生産ならびに販売が終了した。

## 競合車種
日本国内では以下の車種が該当する。
- スズキ・バーディー（生産終了）
- ヤマハ・メイト（生産終了）
- ヤマハ・ギア（メイトの後継車種となるスクーター）
- ベンリィ（ビジネススクーター）

これら4モデルは、スーパーカブと共に日本の郵便事業向けに納入された実績を持つ。

## コンセプトモデル
シティカブ
- 1993年の第30回東京モーターショー参考出品車。スーパーカブ誕生35周年を記念して企画された「原点に立ち返りながら近未来の姿を描く」というコンセプトを持つモデル。ウインカーはC100を想わせる細型。エンジンは既存モデル同様であるが、オートマチックトランスミッション・ベルトドライブによる駆動、前後輪片持ちハブ式樹脂製キャストホイール・デジタルスピードメーターを装備する。

EV-Cub
- 2009年の第41回東京モーターショー参考出品車。前後輪ハブ部分にモーターを組み込んだ電動オートバイ。全長1,794 mm・全幅647 mm・ホイールベース1,180 mm。

EV-Cub Concept
- 2015年の第44回東京モーターショー参考出品車。「継承と進化」をテーマに初代スーパーカブの「扱いやすく経済的な二輪車」という考えを継承した近距離移動用パーソナルコミューター。重量部品であるバッテリーを車体中央の低い位置に配置することで、乗降のしやすさを確保するとともにマスの集中化と低重心化を図るなど、取り回しやすい車体を追求。充電は、レッグシールド内側に配置されたプラグにより、家庭用コンセントで充電可能なほか、バッテリー自体も着脱可能とした。

Super Cub Concept
- 2015年の第44回東京モーターショー参考出品車。初代スーパーカブの「やさしい曲面基調のスタイリング」をモチーフとした低燃費エンジンを搭載したモデル。キャストホイールを装着する。

スーパーカブ110 1億台記念車
- 2017年の第45回東京モーターショー参考出品車。2BJ-JA44型をベースに世界生産累計台数1億台達成に加え、2018年の誕生60周年を記念し特別製作したモデル。カラーリングは1971年鈴鹿製作所二輪車生産累計1,000万台達成記念ゴールドモデルの色調を現代的にアレンジ。最新の光輝材塗料を使用したほか、記念の数字をデザインした3Dエンブレム・メッキメーターリング・スリット入りのマフラーカバー等を装着する。

スーパーカブ C125
- 詳細は#C125を参照のこと

## 受賞
- 1960年（昭和35年）- 毎日産業デザイン賞
- 1961年（昭和36年）- 英国モード賞
- 2007年（平成19年）- 日本機械学会機械遺産14号認定（カブF型エンジン）
- 2008年（平成20年）- グッドデザイン賞（ロングライフデザイン賞・ライフスケープデザイン賞）